# Эгеде, Ханс
Ханс По́ульсен Э́геде (дат. Hans Poulsen Egede, лат. Johannes Pauli Quercetanus; 31 января 1686, Харстад — 5 ноября 1758, Фальстер) — датско-норвежский лютеранский миссионер, апостол Гренландии.
Ханс Эгеде происходил из рода датских священников; его отец служил чиновником, мать была дочерью норвежского купца, родился он на территории Норвегии. После окончания Копенгагенского университета и рукоположения служил на Лофотенских островах, где из-за бескомпромиссности пережил несколько конфликтов с местными жителями. В 1711 году впервые испросил королевского дозволения на поиски затерянных в Гренландии колоний и воссоздания там христианской миссии. Для финансирования предприятия Эгеде основал Бергенскую гренландскую компанию, которая осуществила первую экспедицию в Гренландию в 1721 году. Была основана колония на острове Надежды (недалеко от современного Нуука), которая не принесла коммерческой прибыли и существовала в трудных условиях. В 1723 году Эгеде обнаружил руины древнего Восточного поселения, а в следующем году провёл первое крещение эскимосов. В 1728 году колония была перенесена на материковый берег и получила имя Готхоб («Добрая надежда»). После эпидемии оспы и смерти жены, в 1736 году Эгеде вернулся в Данию, оставив начальствовать в Готхобе одного из своих сыновей — Пауля. Больше на остров он не возвращался, в 1739 году вторично женился. В Копенгагене Ханс Эгеде возглавил Гренландскую миссионерскую семинарию (Seminarium Groenlandicum), в 1741 году удостоился звания суперинтенданта Гренландской миссии. В 1744 году на гренландский язык было переведено Четвероевангелие, и в 1747 году утверждён катехизис. В том же году Ханс Эгеде подал в отставку и оставшиеся годы жизни провёл в семье дочери.
С точки зрения богословия, Эгеде отстаивал консервативную лютеранскую доктрину христианской монархии, в которой священник имел также функции представителя власти. С моральной точки зрения он находился под воздействием пиетизма. Последнее не мешало Хансу Эгеде практиковать алхимию, в том числе в период пребывания в Гренландии. Эгеде опубликовал два капитальных труда: «Новая перлюстрация старой Гренландии» (она же «Естественная история Гренландии», 1741) и «Обстоятельные и подробные сообщения о начале и продолжении Гренландской миссии» (1738), переведённых на ряд европейских языков.
После кончины Эгеде его сын Нильс основал новый город Эгедесминде («Память Эгеде»). В честь Ханса Эгеде в 1916 года была учреждена медаль Королевского Датского географического общества. Также в честь миссионера назван лунный кратер, памятники ему установлены в Гренландии, Дании и Норвегии. Евангелическая лютеранская церковь почитает его память 5 ноября.

## Норвегия (1686—1720)

### Годы становления

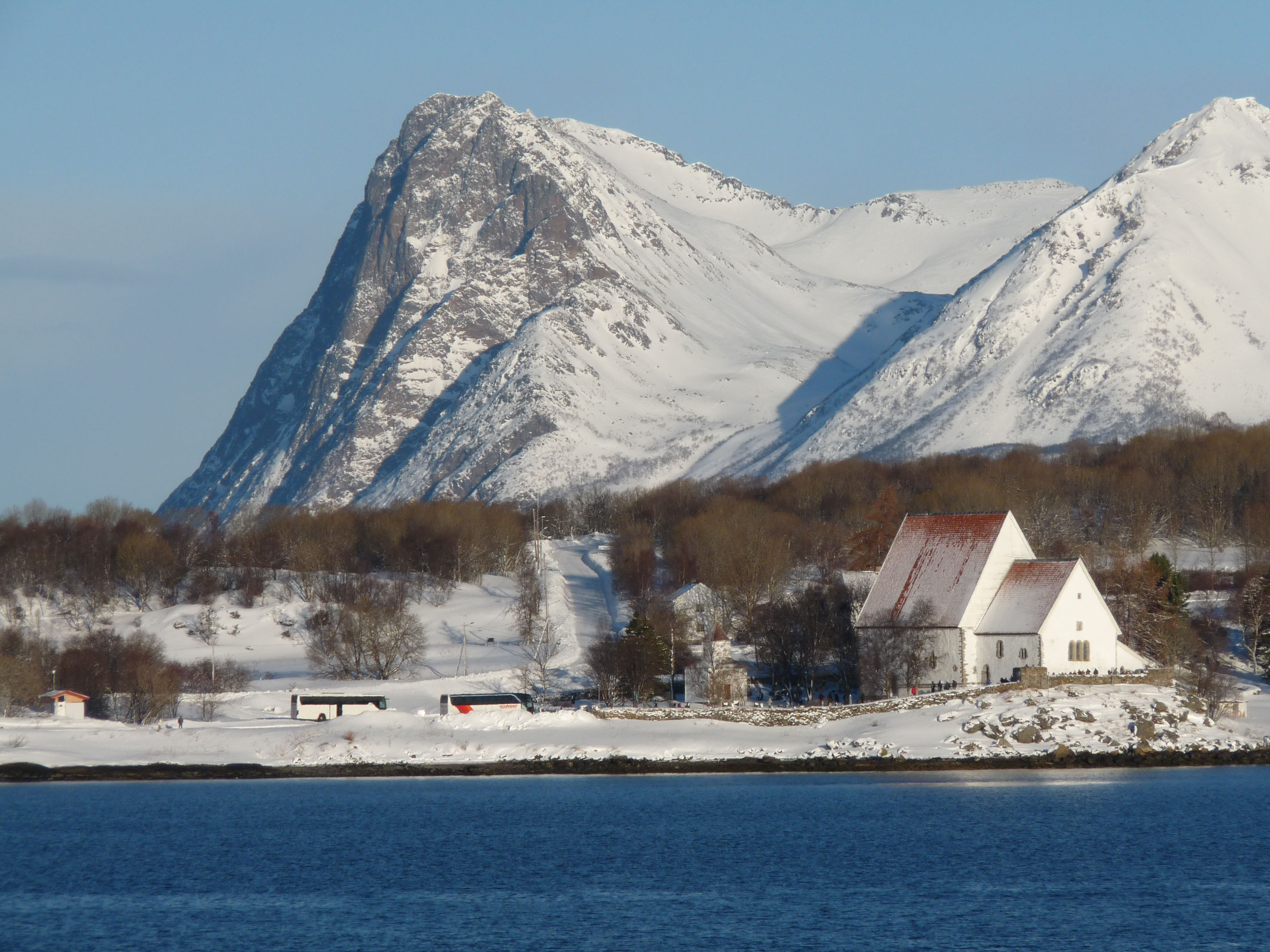
Церковь в Тренденесе

Генеалогию семейства Эгеде по мужской линии можно проследить до последнего десятилетия XVI века: дед будущего миссионера Ханс Йенсен Колинг родился в 1596 году и с 1629 года служил пастором в городе Вестер Эгеде в Зеландии. После его кончины в 1659 году осталось пять сыновей, из которых Пауль Хансен был самым младшим. Как было принято в те времена, новоназначенный пастор женился на вдове своего предшественника, но Пауль не пожелал оставаться в доме отчима. Неизвестно, когда и по какой причине он обосновался в Нурланне, за Полярным кругом, и поступил в услужение к харстадскому магистрату и купцу Йенсу Хинду. В Норвегии он именовался Эгеде, в честь малой родины; в латинской форме, принятой у образованных скандинавов, фамилия писалась Quercetanus. Женившись на дочери Хинда Кристен, он стал преемником на посту магистрата Харстада. Пауль Эгеде в браке имел пятерых детей, из которых Ханс был вторым ребёнком и перворождённым сыном. Крестили его в церкви Тренденеса в паре миль от города. Несмотря на полярное расположение, остров Хиннёйа, где находится Харстад, пригоден для земледелия и располагал лесными угодьями. Однако жалованье магистрата было невелико, и семейство Эгеде зарабатывало ловлей сельди. Пауль, вероятно, не имел законченного образования, но стремился, чтобы его дети поднялись по социальной лестнице. Ханс обучался на дому у дяди-священника Петера Хинда из Тронденеса, а затем священника из Хаммарёя Нильса Скильдерупа. Более о ранних годах его жизни не известно почти ничего. 18 июля 1704 года Ханс поступил в Копенгагенский университет, в документах которого именовался по-латыни Johannes Qvercetanus, и уже через год удостоился степени бакалавра теологии, хотя и с посредственными оценками. Несмотря на краткость пребывания в датской столице (восемнадцать месяцев), Эгеде, вероятно, завёл знакомства среди влиятельных придворных клириков, а также заинтересовался доктриной пиетизма, центром распространения которой был университет Галле в Германии. Помимо гуманитарных дисциплин, Ханса Эгеде привлекали алхимия и геология, а на малой родине он приобрёл навыки картографа и геодезиста, также он хорошо рисовал. Нет никаких свидетельств, что юный Ханс стремился к миссионерской деятельности. Из недостатков его характера выделялась склонность к внезапным и сильным вспышкам гнева, впрочем, нередким у тогдашнего лютеранского духовенства.

### Приходской священник

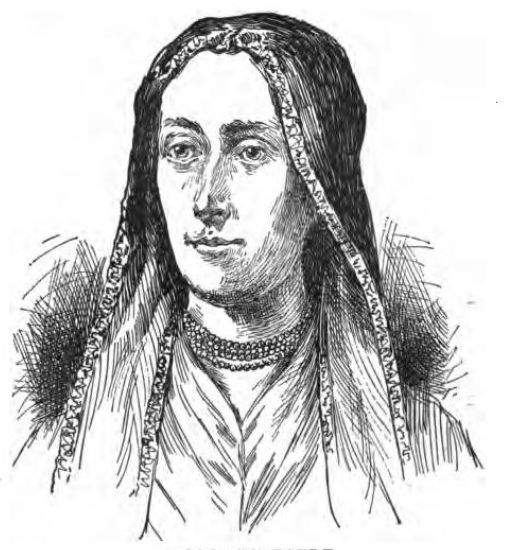
Портрет Гертруды Раск из книги «Eminent Missionary Women» (1898)

Вскоре после возвращения Ханса в Харстад 21 апреля 1706 года скончался его отец. Старшая сестра Кирстен была к тому времени замужем за священником Торстейном Хансеном, младший брат Ганс в завещании назван студентом. Из завещания следует, что семья владела столовым серебром (две кружки, три стакана, три кубка и 15 ложек) на сумму 113 риксдалеров, домашней посудой и утварью из олова, меди и латуни на 50 риксдалеров, а также бельём, подушками, скатертями и прочим на 107 риксдалеров. Прочее движимое имущество было оценено в 136, скот в 76, и две рыболовных парусных шлюпки в 238 риксдалеров, всего 1106. Однако Эгеде-старший оставил долгов на 1401 риксдалер, выплата которых падала на старшего сына. Ханс тогда нашёл благодетеля — епископа Тронхейма Педера Крога, который имел права выделения бенефициев. 25 мая 1707 года 21-летний Ханс Эгеде был назначен приходским священником в Троннес, а через месяц получил вакантный приход Вогена, охватывающего рыбачьи деревни вокруг крупнейшей гавани на Лофотенах. Он немедленно был рукоположен, для чего ему следовало вступить в брак. Здесь возник небольшой скандал, так как он отказался жениться на вдове своего предшественника, Доротее де Фине (весьма состоятельной женщине), и вступил в брак с Гертрудой — дочерью Нильса Раска, крестьянина и управляющего имением из Вебестада. Она была тринадцатью годами старше своего мужа и бесприданницей, но при этом Ханс задолжал её покойному отцу 21 риксдалер. У супругов было четверо детей: сыновья Пауль (1709—1789) и Нильс (1710—1782), дочери Кристина Маттеа (1715—1786) и Петронелла (1716—1805).

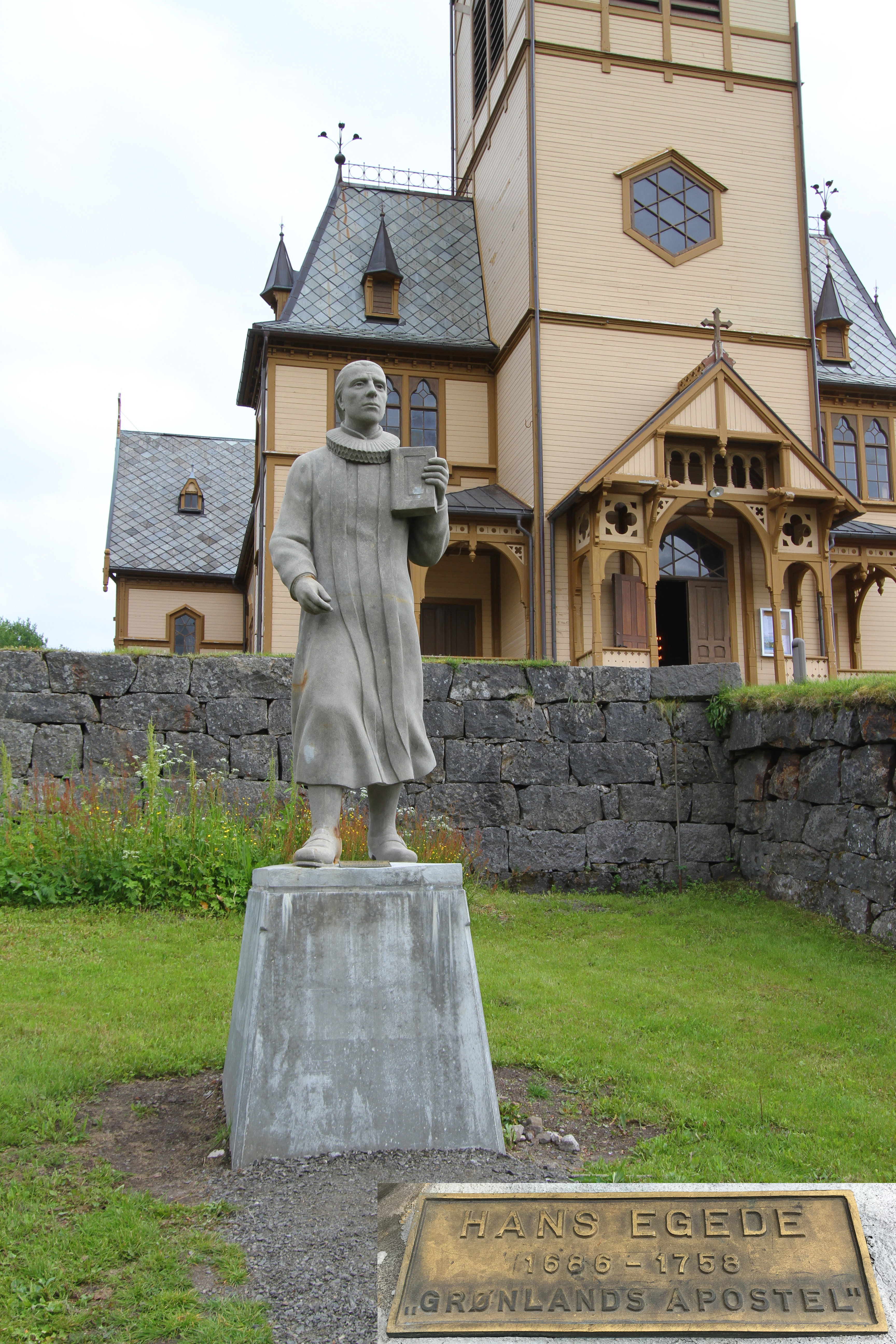
Памятник Хансу Эгеде у церкви в Вогене

Начало служения в Вогене ознаменовалось конфликтом со священником Якобом Парелиусом из прихода Лёдинген. Суть конфликта двух приходов, длившегося около десятилетия, сводилась к следующему: ещё с 1589 года право церковного сбора за служение с февраля по июль принадлежало приходскому священнику, тогда как капеллан Вогена в этот период должен был совершать службы в Скрове. Назначение Эгеде пришлось на разгар рыболовного сезона, когда именно священник собирал пошлины с рыбаков. Викарий Лёдингена в первое же воскресенье после назначения Эгеде явился в церковь и попытался не допустить Ханса для службы в алтаре. Прямо в церкви произошла драка: Эгеде добился проведения службы самостоятельно и далее с кафедры извергал «брань и проклятия». Парелиус вызвал его на церковный суд, куда Эгеде отправил оскорбительный по тону ответ, за что был оштрафован на 4 риксдалера за неуважение к суду и приговорён к 20 риксдалерам компенсации Парелиусу. Сверх того, Хансу вынесли увещевание и призвали к «осторожности в будущем как в своём служении, так и общих письменных сношениях». В июне 1709 года Ханс Эгеде подал прошение на королевскую апелляцию, при рассмотрении которой его действия были признаны необоснованными. Приход Вогена удостоился выговора от епископа и ещё одного штрафа в 24 риксдалера, после чего прошение пришлось отозвать. Далее энергичный священник призвал свою паству обновить обветшавшую церковь. Предание гласило, что сам Эгеде написал (или реставрировал) запрестольный образ, а его жена обеспечивала рабочих едой и питьём. Освящение прошло летом 1713 года, а на Рождество прихожане окончательно приняли сторону Эгеде и написали Парелиусу коллективное прошение впредь не совершать служб в их новой церкви.
По мнению историка науки Торстейна Йоргенсена, Ханс Эгеде рано заинтересовался идеей колонизации и миссионерской деятельности в Гренландии. Сам он относил первичный импульс к 1708 году, когда прочитал книгу Педера Клаусона Фриса «Описание Норвегии» 1632 года издания: «я узнал, что в норвежской Гренландии были христиане, церкви и монастыри, но никто из посещавших те места китобоев не видел ничего подобного, и у меня возникло желание увидеть всё своими глазами». Впрочем, его заимодавец и тесть Нильс Раск тоже несколько раз ходил в Арктику на китобойных и торговых судах, и мог поведать, что на западном побережье ледяного острова живут «дикие» люди, не знающие христианства. 1710-м годом датировано первое прошение Эгеде епископам Бергена и Тронхейма об учреждении миссии по просвещению и обращению гренландцев и выражал желание отправиться на остров, сложив обязанности приходского священника. Прошение было воспринято благосклонно, но автору указали на невозможность финансирования предприятия и возражали против сложения сана. В следующем году Ханс отправил прошение на имя короля Фредерика IV с подробным разъяснением своих планов. Меморандумы являются также декларацией богословских взглядов Ханса Эгеде. Гренландскую миссию он обосновывал на трёх основаниях. Во-первых, «Бог заповедал обращать всех язычников»; во-вторых, Господне повеление обращено не к одним апостолам, но ко всей христианской церкви до скончания мира; в-третьих, Гренландия является зоной попечения датско-норвежского королевства. В послании на имя короля от 21 декабря 1711 года, Эгеде приводил и субъективные факторы — личное «необоримое побуждение, что искренне воодушевляет меня», то есть мотив Божественного повеления. Аргументация, приводимая Эгеде, явно испытывала влияние пиетизма, в частности, цитировался труд Кристиана Гербера. Ситуация в Дании одновременно и благоприятствовала, и препятствовала планам лофотенского клирика: с одной стороны, шла война со Швецией, а в 1711 году Копенгаген был опустошён эпидемией чумы. С другой стороны, в 1707 году началась лютеранская миссия в Норвежской Лапландии и в 1714 году был основан миссионерский Collegium de cursu Evangelii promovendo.
Аргументы Эгеде рассматривались на заседаниях королевского совета 12 января 1712 и 4 января 1713 года, после последнего из них 10 января 1713 года его меморандум был направлен на рассмотрение богословского факультета Копенгагенского университета. В конце концов была признана необходимость поиска старых колоний со стороны пролива Дэвиса, но Ханса призвали «запастись терпением, пока не наступит некоторое улучшение в нынешних обстоятельствах».

### Бергенские годы
В 1717 году Ханс Эгеде сложил с себя обязанности в приходе, и в июле перебрался из Вогена в Берген, несмотря на то, что его младшей дочери едва исполнился год. Темой прощальной проповеди он избрал Второе послание к Коринфянам (2Кор. 10:16): «…чтобы и далее вас проповедовать Евангелие, а не хвалиться готовым в чужом уделе». Во время морского перехода Ханс упал за борт, но был вытащен моряками, что сам воспринял как предзнаменование некой великой цели, для которой он предназначен. В Бергене у него сложилась двойственная репутация: он прослыл фантазёром или даже безумцев, ходили и слухи, будто у Эгеде бывают видения. 20 февраля 1720 года датировано прошение об устройстве его в одном из городских приходов, которое было удовлетворено. В предыдущие два года Ханс активно приобретал практические навыки, которые могли пригодится во время будущей миссии: занялся практической геодезией и картографией, работами по металлу, но больше всего увлекался алхимией. Удалось приобрести полезные знакомства, особенно с промышленником Хансом Матиасом, который ещё с 1708 года искал морские пути в Гренландию. По сообщениям Матиаса, побережье Гренландии доступно на 64° северной широты, и климат там примерно такой же, как в Нурланне. Деловым партнёром Матиаса был мекленбургский дворянин Николай Христиан Баренфельс, который в 1711—1714 годах несколько раз побывал в Гренландии. Из клириков планы Эгеде полностью одобрил глава Лапландской миссии Томас фон Вестен, который поддерживал все его меморандумы, а также посоветовал найти список слов гренландского языка, записанных Олеарием в 1654 году от эскимосов, привезённых в Данию. У Вестена Эгеде усвоил идею, что катехизаторы должны происходить из лучших представителей обращённого народа. 26 ноября 1718 года Ханс Эгеде выпустил «Благонамеренное предложение и поощрение к обращению язычников Гренландии», адресованное всем заинтересованным лицам.
В очередном послании королю Эгеде предложил устроить во всех церквах Дании и Норвегии сбор средств «среди всех сочувствующих Царству Божьему», чего хватит для первоначального капитала акционерной компании для торговли с Гренландией и финансирования лютеранской миссии. Первым подписчиком стал один из нурланнских друзей, внёсший 1000 риксдалеров. В меморандуме 8 июня 1719 года, направленном в Миссионерский коллегиум, Эгеде исходил из постулата, что остров Гренландия простирается от 60° до самого Северного полюса и издревле является «страной, подвластной королю Дании». В древности её обитатели являлись христианами и имели епископа и священнослужителей, но затем сообщение прервалось. Последние сведения из Гренландии были получены от высадившегося в Исландии человека, который «всё ещё сохранял некоторые познания в христианстве и латинском языке». Далее голландцы монополизировали плавания в эту часть света, промысел китов и торговлю с «дикарями». Реколонизация и восстановление церкви в Гренландии, таким образом, является насущно необходимым для Датско-Норвежского королевства. В случае восстановления поселений в объёме, описанном в сагах, доходы от Гренландии «будут сравнимы с Фарерами или Исландией» Меморандум был заверен Стёрмом, настоятелем из Финднеса, и представителем Вогенского прихода. На этот раз меморандум был передан королю с резолюцией, что из-за засилья в Гренландии иностранных купцов, отправка «священника из Нурланна» может оказаться полезной: «Если один или несколько человек были призваны и укреплены Богом…, дабы приспособиться к местному образу жизни и там со всем смирением и уверенностью в доброте Божьей ожидать того, что Провидение может определить для выполнения этого предприятия, то это был бы самый короткий и лёгкий путь донести свет Евангелия тем, кто живёт во тьме». Бюджет предприятия, рассчитанный капитаном фон Баренфельсом и шкипером Хансеном, составлял порядка 20 000 риксдалеров, которые могли быть покрыты пошлиной на иностранных купцов и рыболовов на побережье. Эгеде также просил на первый год предоставить 40 или 50 военных из норвежских гарнизонов с соответствующими припасами и судном для их доставки. Обсуждение предложений Эгеде проходило в королевском Совете 8 ноября 1719 года и завершилось указанием магистрату и городским советникам Бергена дать заключение о выгодности торговли с Гренландией. Заседание магистрата состоялось 17 ноября в присутствии пастора Эгеде, капитана фон Баренфельса, шкиперов Сема, Даля, Матиаса, Хансена и Ульсена. Главным сторонником Эгеде оказался фон Баренфельс, который сам вынашивал идею основания фактории на западном побережье Гренландии; именно он утверждал, что на острове вполне смогут выживать норвежцы и люди из Финнмарка. В конце своей речи капитан заявил, что «Бог благословит благородное начинание Ганса Эгеде». Якоб Сем ходил в Гренландию четыре раза и заходил вглубь суши на 12 миль, наблюдая пасущихся оленей, но не видел обитаемых жилищ, а земля даже в июле была покрыта снегом. Высказывались и мнения, что зимовка в Арктике невозможна.
Обсуждение завершилось безрезультатно. Некоторые бергенские граждане обещали пастору поддержку, также планами заинтересовался некий купец из Гамбурга, но в итоге он дезавуировал свои обещания. Горожане пытались убедить Гертруду воздействовать на мужа, но она публично заявила, что не станет «мешать ему искать славы Божьей, покуда он придерживается своего плана по совести». Тогда обоих супругов объявили безумными и «впавшими в прелесть». Тем не менее, 4 июня 1720 года Эгеде добился заявления восьми судовладельцев Бергена, что подданные датского короля должны пользоваться равными или большими правами на плавание в Гренландии, чем голландцы. Это можно осуществить, только основав постоянное поселение, поддерживая торговлю и рыболовство. Для его охраны требуется гарнизон в 30 человек; расходы должны составить 16 тысяч риксдалеров, которые сможет обеспечить только король. Также Его Величество сможет издать указ о монополии и беспошлинной торговле в Гренландии, включая освобождение от пошлин всех товаров и припасов, направляемых в Арктику. Ответа не последовало, и 20 августа Эгеде лично повторил запрос в Миссионерский коллегиум, но ответ последовал лишь в феврале 1720 года. Пункты о гарнизоне, привилегиях и монополиях были подтверждены, однако запрет плавания иностранным судам не мог быть объявлен до аннексии Гренландии.
Судьбу миссии решило вмешательства альдермана Магнуса Скьёте, который сам ходил до Шпицбергена и был знаком с регионом «Фретум Давидс», который считал пригодным для коммерческого освоения. После этого 48 горожан подписались суммарно на 5108 риксдалеров, а Эгеде вложил в предприятие 300 риксдалеров собственных денег, хотя все его накопления к тому времени истощились. В начале 1721 года официально была зарегистрирована «Бергенская компания», снаряжавшая к Проливу Дэвиса три корабля: пинк «Хобет» («Надежда»), китобойный гукор и галиот «Анна Кристина». Они должны были пройти до широты 64° и отыскать подходящее место для зимовки, куда должна была высадиться семья Эгеде и колонисты. 16 января 1721 года Ханс Эгеде обратился к королю с просьбой о назначении жалованья. 15 марта он получил грамоту, подтверждающую его полномочия главы миссии, жалованье 300 риксдалеров в год и ещё 200 риксдалеров подъёмных. 30 апреля два корабля были снаряжены (гукор отправлялся в самостоятельное плавание), устроен общий сбор команды для присяги. Морским переходом командовал опытный голландский шкипер Берент Янзсон Вегене, его заместителем стал Сельген Даль. На «Хобет» было 11 матросов, в основном из Бергена и Нурланна. Колонистов набрали 25: с Эгеде шли плотник, бондарь, столяр, каменщик, рыбаки, женщин, кроме Гертруды, было всего трое, не считая дочерей Эгеде семи и шести лет от роду. Нотариусом и бухгалтером шёл 25-летний сын священника из Борге Хартвиг Йентофт.
Согласно королевской инструкции, Гренландская миссия предназначалась для «распространения чистого и истинного учения о Боге», поэтому Ханс Эгеде и его люди были обязаны «хорошо и любезно обращаться с туземцами». Экипажу экспедиции полагалась доля от торговых прибылей, но запрещалось заниматься частной коммерческой деятельностью. Для будущей колонии экспедиция была снабжена разобранным деревянным домом, запасами ржаной и пшеничной муки, солодом и хмелем, ячменной крупой, горохом, маслом и сыром, солониной, бренди и вином. На всякий случай взяли шесть мушкетов и три мушкетона, 530 фунтов пороха, пистолеты и сабли. Для меновой торговли предназначались оловянные и латунные котлы, жестяные лакированные коробки и шкатулки (некоторые расписанные), ножи и ножницы, пуговицы, швейные иголки и напёрстки. Поскольку фон Баренфельс во время путешествия 1713 года успешно сбывал эскимосам цветные женские наряды, мишуру, стеклянные бусы, и тому подобное, партия «соблазнительных» товаров также была взята на борт.

## Миссия в Гренландии (1721—1736)

### Высадка

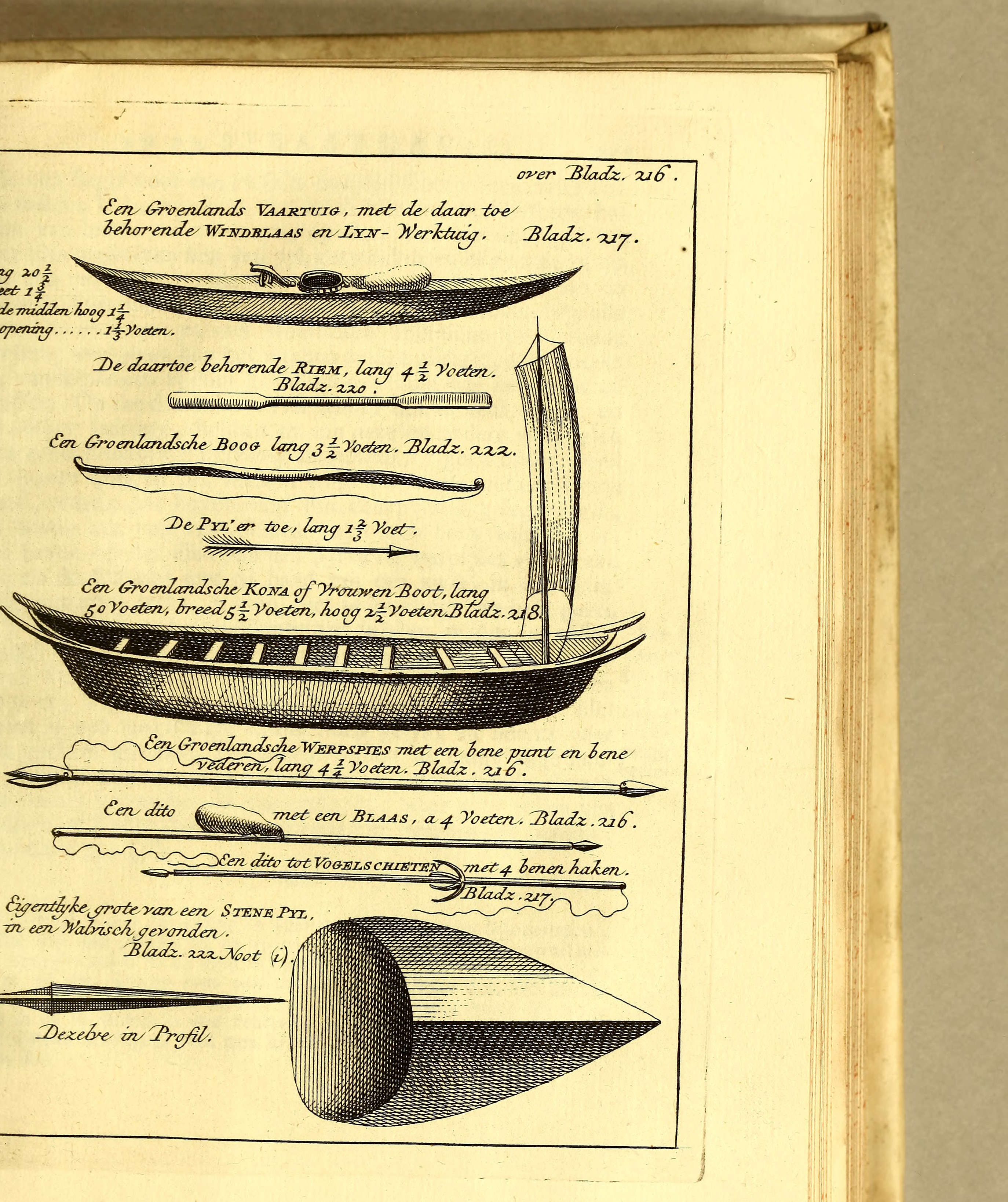
Гренландские каяки на гравюре из голландского издания отчёта Эгеде

По причине сильных встречных ветров «Хобет» не мог отплыть до 12 мая 1721 года. Четырёхнедельный океанский переход осуществлялся с попутным ветром, пока не достигли полей дрейфующего льда, после чего пришлось взять западный курс. В день летнего солнцестояния из-за внезапного шторма льды сомкнулись, галиот сопровождения оказался повреждён, но наутро льды отступили. 2 июля в восьми милях от берега встретили голландское судно, с которым передали почту на родину и обменяли матроса: человек с «Хобет» отправлялся домой, а голландец Рентье, «довольно хорошо знакомый с речью дикарей» присоединялся к Эгеде. В двух милях от берега увидели гренландцев на каяках, которых приняли издали за тюленей.
3 июня 1721 года датчане высадились у устья Готхоб-фьорда на 64° 7’ в точке, предусмотренной инструкцией. Здесь были приметные ледники, названные «Оленьим рогом» и «Седлом». Поиск подходящего места для основания колонии продолжался следующие шесть недель, с посещением, в том числе, мыса Нуук, где в 1728 году Эгеде поставил стационарное поселение. Однако в 1721 году это место показалось непригодным для зимней гавани. Наконец, глава миссии выбрал им же поименованный остров «Надежды» (дат. Håbets Ø), где 9 июля началось возведение зимовочного дома. Деревянную постройку обложили снаружи моренными камнями и дёрном, внутренняя обшивка тоже была из досок, как и пол и потолок. Дом был разделён на три комнаты, в первой из которых расположилось семейство Эгеде, во второй нотариус с помощником, в третьей — остальные люди. Выходов было два, один был обращён на юг к ручью, удобному источнику воды для хозяйства; второй, ориентированный на запад, вёл к гавани. Поскольку дом был тесен, в 1722 году колонистам привезли ещё одну постройку, оказавшуюся неудобной для жилья, и служащую складом. К 1723 году на острове добавился хлев. Местные эскимосы демонстрировали всяческую приязнь, включились в работы, переносили доски и камни. В целом, место для зимовья было выбрано неудачно: дом стоял в сырой низине, бо́льшую часть дня находясь в тени от гряды холмов. Отопление каминами поглощало много топлива и было неэффективным: в записях и переписке Эгеде как повседневность упоминаются обморожения и ампутации поражённых пальцев на руках и ногах у колонистов. Зимой замерзал крепкий алкоголь в бочонках и бутылках, а в одну особенно холодную ночь телёнок насмерть замёрз в хлеву. На холмах рос вереск, у озера имелись заросли водяники, на морском побережье было достаточно плавника на топливо, но к лету 1723 года этот запас истощился. 19 июля галиот «Анна Кристина» ушёл в Берген (вернулся 18 сентября), не увезя никакого коммерческого груза. Освящение дома прошло 31 августа: Эгеде взял темой для проповеди Псалом 117, тогда же он официально вступил в должность Королевского датского миссионера и уполномоченного Королевской Бергенской компании.

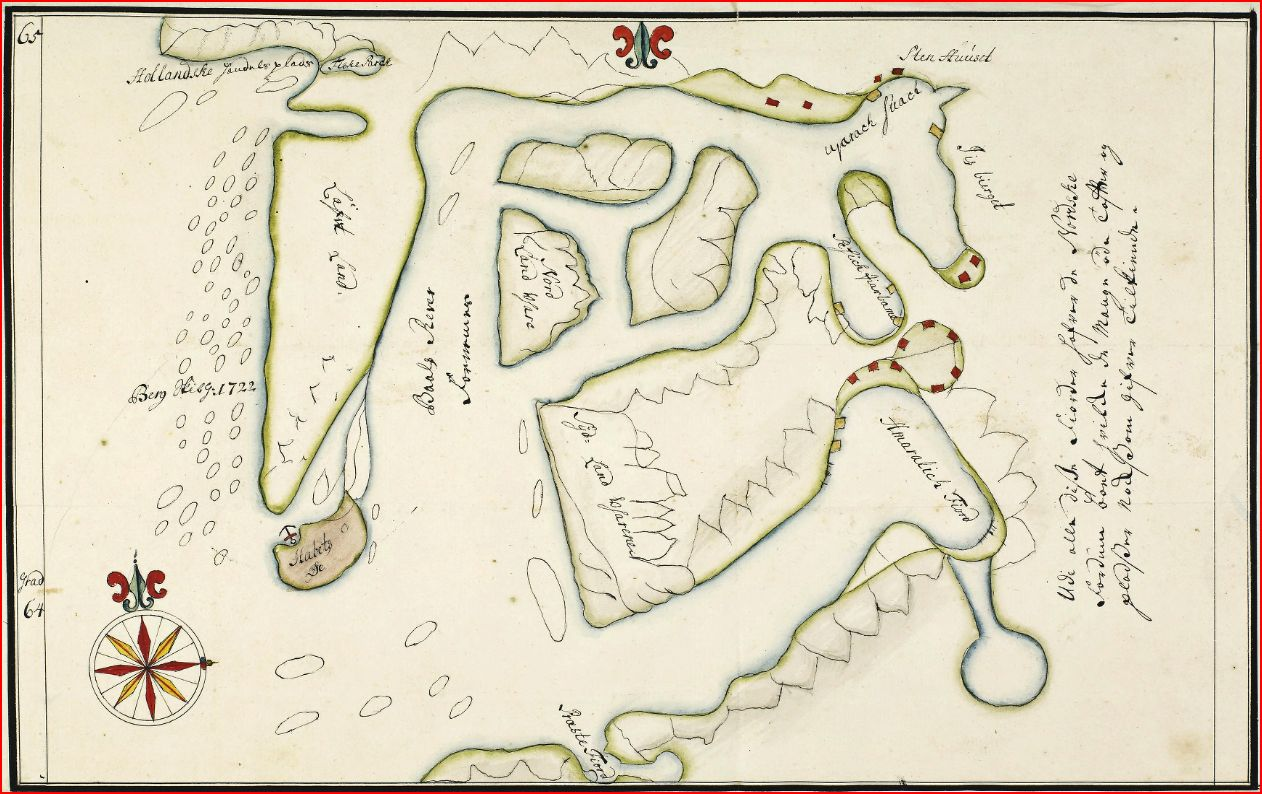
Карта фьорда Нууп-Кангерлуа работы Ханса Эгеде 1722 года: внизу слева находится остров Надежды

На зимовке предполагалось питаться теми припасами, которые привезли с собой: из-за возведения дома у членов миссии не было времени на охоту и рыбалку. Впрочем, эскимосы в изобилии снабжали датчан лососем из окрестных рек. Меновая торговля оказалась безуспешной: летом 1722 года в Берген отправили 160 лисьих шкур, 14 бочек с ворванью и несколько кусков китового уса. Расходы составили 6862 риксдалера при нулевой прибыли. В целом условия выживания были неблагоприятными: привычные датчанам и норвежцам приёмы охоты и рыбалки мало подходили для Гренландии, тяжёлые однозарядные ружья не позволяли подбираться к животным или птицам на расстояние выстрела. Деревянные шлюпки не годились для морской рыбалки или охоты на льду. По воспоминаниям Пауля Эгеде, в сезон 1725 года колонисты питались почти исключительно кашей. Для эскимосов всё это было большой экзотикой: в своих песнях они повествовали о корабельных сухарях, принимая их «за землю из собственной страны пришельцев». В голодном 1726 году пришлось перейти на тюленину, которая, по словам П. Эгеде, не усваивалась желудками колонистов, оставляя их почти без сил.
Ближе всего к острову Надежды располагалось эскимосское стойбище Игдлорпаит, включавшее семь зимних иглу, населённых, по оценке Эгеде, примерно сорока семьями. От Пасхи до Михайлова дня они перебирались на острова Готхоб-фьорда для охоты на оленей и птиц. Ханс Эгеде, несмотря на глубокое знание скандинавских саг, ошибочно считал, что древнее Западное поселение следует искать на западном побережье Гренландии, а Восточное — на восточном. Проведя в Гренландии пятнадцать лет, Эгеде до последнего не оставлял надежды на то, что Восточное поселение могло уцелеть и продолжает жить, изолированное от мира льдами. В Готхобе ни одного уцелевшего европейца обнаружено не было, но миссионер был твёрдо убеждён, что местные эскимосы — продукт смешения рас, находя в местном языке слова, похожие на норвежские и латинские. В первую зиму ни одного аборигена в окрестностях зимовья не было, они вообще вели себя крайне сдержанно, когда убедились, что белые пришельцы остаются. Летом 1722 года несколько эскимосов поставили на острове палатки и следующей зимой несколько семейств остановилось по соседству.

### Первые исследования. Миссионерская деятельность

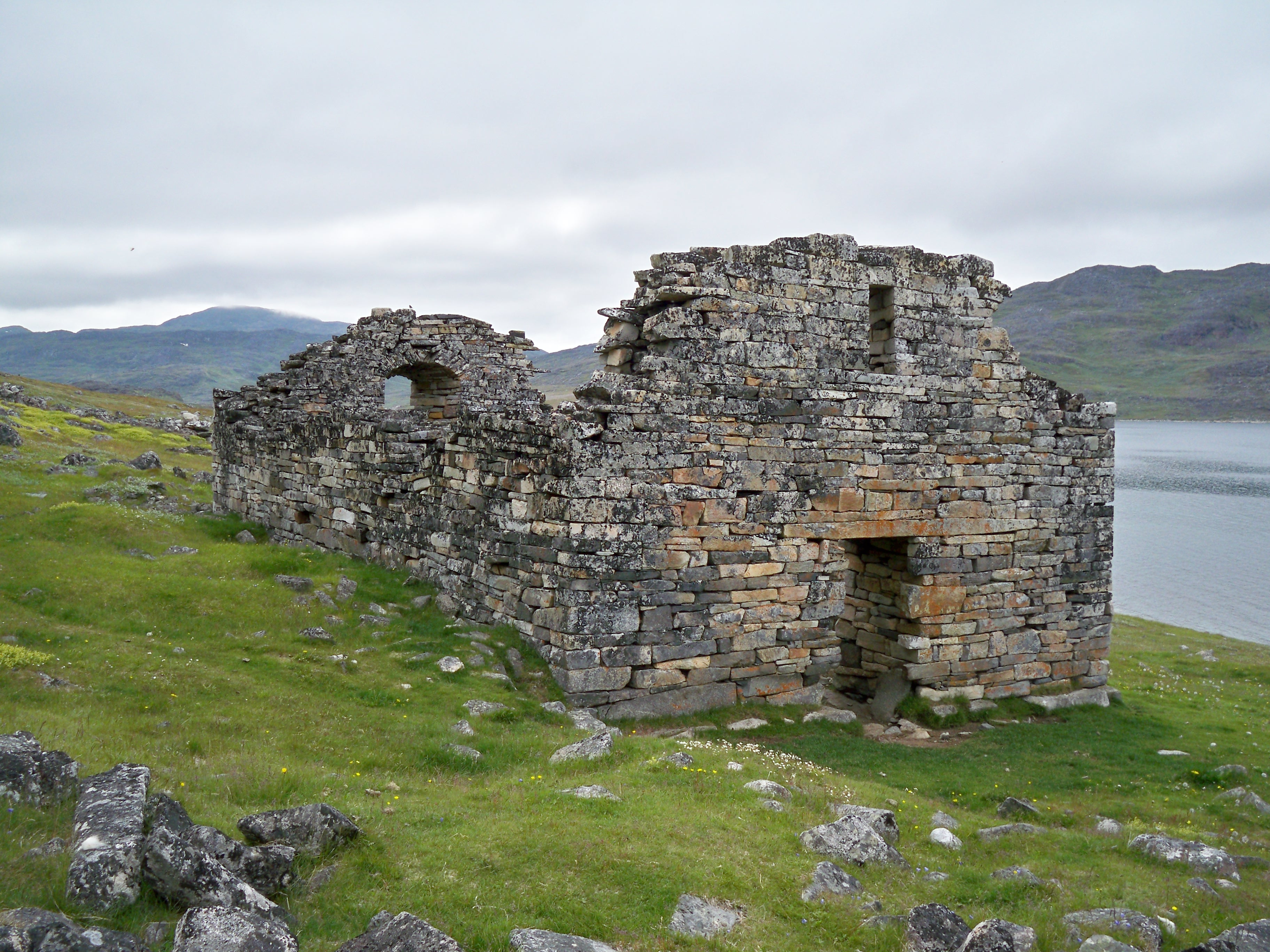
Церковь в Хвальсее, вновь обнаруженная Хансом Эгеде

В середине апреля 1722 года Ханс Эгеде отправился в первое путешествие: проводник-эскимос сопровождал его в Амералик-фьорд, где пастор рассчитывал отыскать следы древних норманнов. Действительно, его взору предстали развалины каменных построек и изгородей, несомненные следы обработки земли, но ни одного живого человека. В июне миссионер вернулся во фьорд, чтобы наблюдать за туземными рыболовами: эти места изобиловали сельдью, треской, камбалой и тюленями, а на озере гнездились дикие гуси. Местность, называемая Экалуит, являлась, по словам Л. Бобе, «местом летнего отдохновения гренландцев». Третий визит в Амералик-фьорд состоялся в мае 1723 года, когда Эгеде попытался сжечь прошлогоднюю траву и посеял привезённые с собой семена. После одной из воскресных служб он отправился на рыбалку вместе с женой и дочерьми. Летом 1723 года священник отправился во фьорд Уйярагссуит, где также искал останки норманнов. Ему удалось найти остатки большого здания, которое он принял за церковь. Уйярагссуит изобиловал талькохлоритом разных цветов: белого, как мел, и полупрозрачного с прожилками. В этих местах Эгеде впервые увидел Гренландский ледяной щит. 9 августа, имея в своём распоряжении девять человек, включая помощника Эрика Ларсена, Эгеде отправился на поиски главного поселения норманнов. Они следовали морским путём вдоль побережья, прямо нарушив приказ Бергенской компании передвигаться по суше. 16 августа, миновав фьорд Сермилик, команда Ханса наткнулась на стойбище из 18 эскимосских палаток, и обнаружила следы древней деятельности европейцев. Далее из-за штормов к датчанам и норвежцам присоединилась почти сотня эскимосов, и вместе они достигли фьорда Какорток, где превосходно сохранились норманнские руины, особенно древняя церковь. 14 сентября исследователи благополучно вернулись к себе на базу. Лишь после кончины Эгеде оказалось, что он заново открыл руины Восточного поселения, которое из-за ошибки Торфеуса упорно считал Западным. Данное заблуждение существовало ещё в конце XIX века.

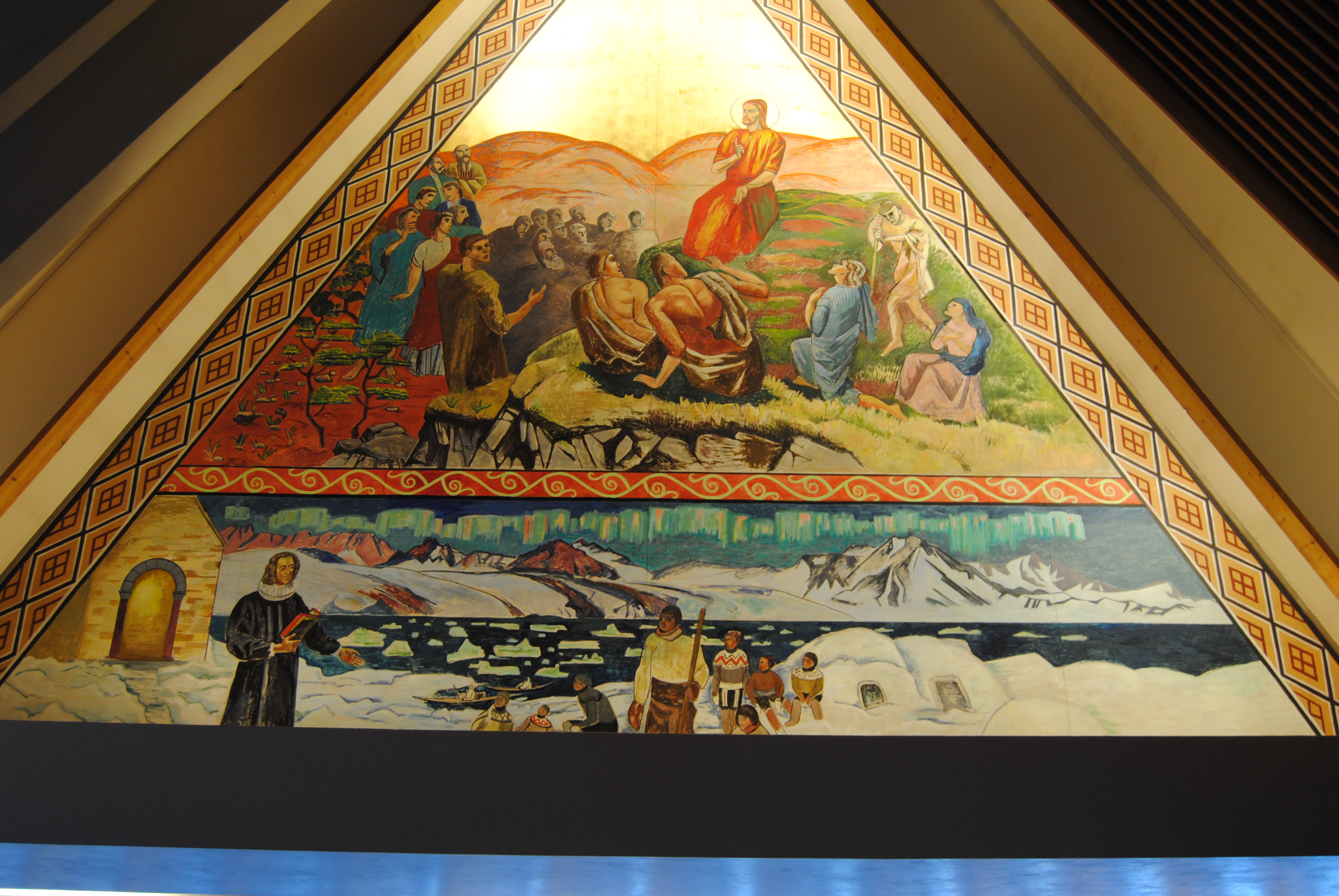
Роспись алтарной апсиды церкви в Хорстаде: вверху Христос произносит Нагорную проповедь, внизу Ханс Эгеде несёт Слово Божье эскимосам

В дневниковых записях Х. Эгеде с февраля 1722 года появляется постоянная тема изучения гренландского языка. В распоряжении миссионера был словарик объёмом примерно 400 единиц, чего было совершенно недостаточно для нужд проповеди и обращения. Первоначально Эгеде работал с гренландцами так: приходил на их религиозные собрания и шаманские камлания, и пел христианские гимны, производившие большое впечатление. Когда его спрашивали, о чём он поёт, он неизменно давал понять, что молит Бога, дабы Он обеспечил богатую охоту и ниспослал доброту в сердца людей. В доме Эгеде поселился мальчик Кусак, отличавшийся большой восприимчивостью, именно он первый усвоил датскую грамоту; один из колонистов по фамилии Топ поселился у эскимосов, чтобы побыстрее усвоить язык. Сыновья Пауль и Нильс, общаясь с эскимосскими сверстниками, очень быстро осваивали разговорный язык, а потом помогли отцу вырезать и раскрасить «знаки и фигуры» для обучения аборигенов. Во время путешествия в Южную Гренландию 1723 года Эгеде впервые убедился, что в Гренландии существуют иные языки и диалекты, кроме готхобского. Впрочем, главной проблемой стало отыскание эквивалентов для ведения проповеди: базовые понятия о Боге, Троице, Святом Духе, грехе, благословении, милосердии отсутствовали в эскимосской культуре, очень трудно было объяснить понятие Агнца, так как это животное отсутствовало в гренландском обиходе. Поначалу Эгеде просто был вынужден приспосабливать датские слова к эскимосской фонетике, но уже в апреле 1723 года при содействии сына Пауля смог создать основу катехизиса на гренландском языке. Как и все миссионеры своего времени, Ханс Эгеде отождествлял истинную веру — христианство — с европейской культурой и всеми силами стремился «искоренять суеверия», борясь с авторитетом шаманов-ангакоков. В соответствии с теориями Гиппократа и Витрувия Эгеде пришёл к выводу, что туземцы Арктики «тупы и хладнокровны», но их нельзя заставлять учиться силой, а действовать следует убеждением. Впрочем, буйный темперамент Эгеде и его гневливость, судя по всем свидетельствам, часто расходились с его проповедью мира и ненасилия. В дневниках неоднократно фиксируется чувство разочарования в результатах миссионерской деятельности. О его прогрессе в языке свидетельствует неопубликованная рукопись, датированная автором 9 июня 1725 года. Она включает перевод на эскимосский язык Книги Бытия, Евангелия, катехизис и несколько небольших проповедей. Предназначалось это всё для будущих учителей и катехизаторов из аборигенов, так как Эгеде понимал, что им будет оказано большее доверие. Кроме того, Ханс Паульсен Эгеде исходил из общей установки, что для полного усвоения веры Христовой туземцы должны перейти на датский язык. Тем не менее, в эскимосском катехизисе много интересных находок, чтобы наглядно объяснить новообращённым муки ада и радости рая. Эти последние описаны так: «на Небесах нет голода и холода, там никто не устаёт и не стареет, не умирает, всегда веселы и счастливы и вечно сияет Солнце».
Ханс Эгеде последовательно боролся с шаманизмом (считая его дьявольским наваждением), а также с внешними проявлениями традиционных верований, запрещая своей пастве носить талисманы — птичьи клювы и когти, а также не одобрял барабанную музыку и групповые песнопения. Намного позже он понял, что эти виды искусства были связаны не с камланием, а с обеспечением общественного порядка и отправлением традиционного правосудия. В 1724 году миссионер остановился в эскимосской палатке, где нашёл семейство угнетённым, ибо ангакок предсказал, что кормилец умрёт следующим летом. Эгеде постарался убедить эскимосов, что Бог всемогущ и только Он один решает судьбы всех людей, а также пообещал, что расправится с шаманом-обманщиком и сдержал своё обещание. В следующем году пастор изловил ещё одного ангакока и дал ему «хорошую взбучку». Аборигены юга, подстрекаемые шаманом, замыслили убить датского купца. Узнав об этом, Эгеде вместе с семью или восемью своими людьми добрался до стойбища этого ангакока, привёз его с колонию, и после порки заковал в кандалы у позорного столба. На третий день шамана освободили, предупредив, что если он ещё раз попадётся на совершении ритуалов, то будет предан смерти. Эгеде сильно раздражало, что и для эскимосов, и для их шаманов он сам представал как ангакок величайшей силы. В целом Ханс Эгеде плохо представлял себе эскимосские культы, хотя более или менее ознакомился с местной мифологией. В частности, он узнал историю о состязании норманнских и эскимосских лучников, что следует из изображения на полях карты Гренландии 1737 года.

### Основание Готхоба

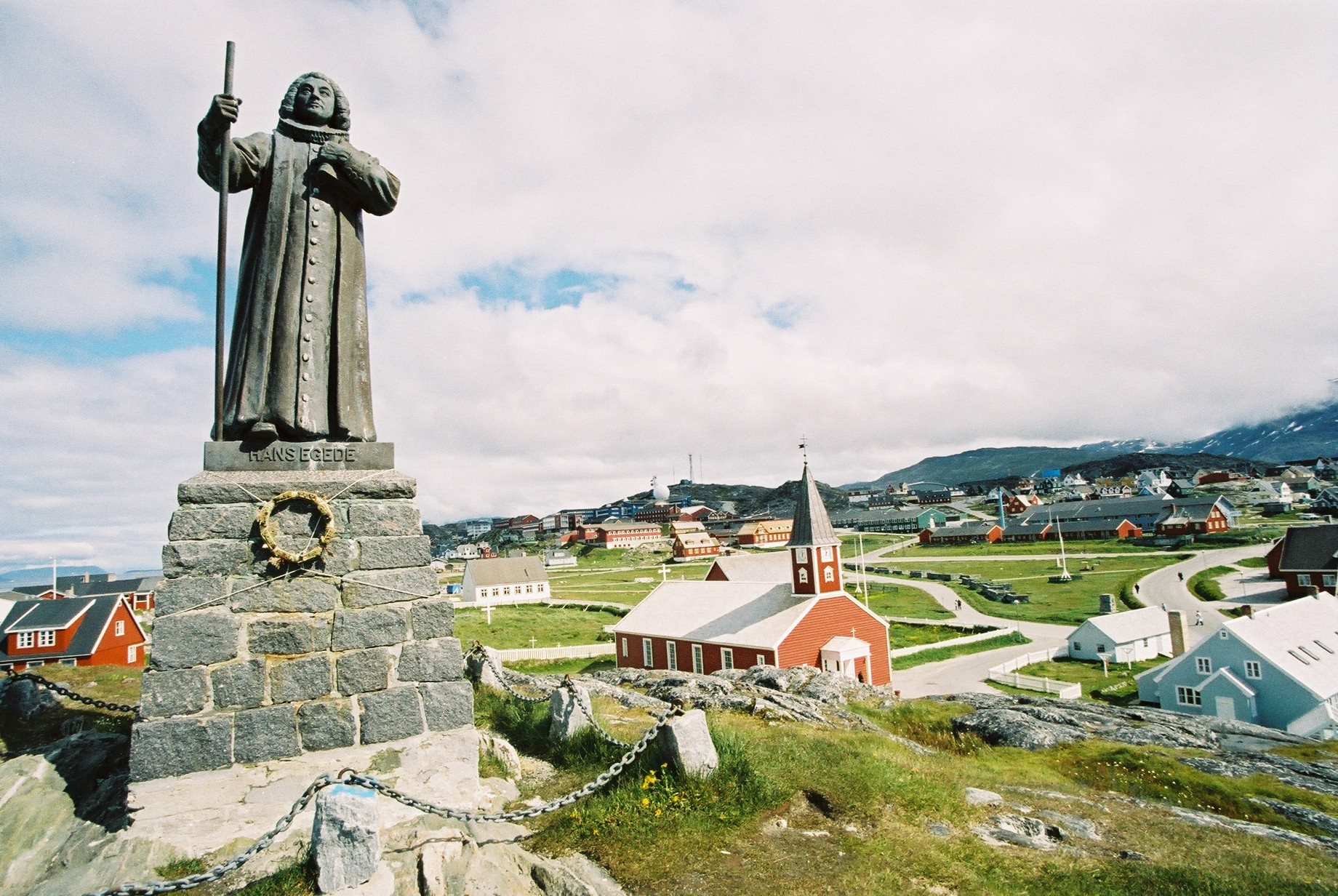
Памятник Хансу Эгеде в Нууке, позади виден собор

В январе 1723 года пайщики Бергенской компании отказались продолжать финансирование убыточного предприятия. Невзирая на это, 5 февраля королевским указом был утверждён устав компании, согласно которому в её распоряжении, за вычетом суверенных прав, оказывались «вся Гренландия со всеми её землями, побережьями, гаванями и островами, от мыса Фарвель, насколько она простирается во всех направлениях». Товары и провиант любого рода освобождались от пошлин, а суда от тоннажного сбора. Акционеры получали монопольное право торговли на всём побережье и в прибрежной зоне шириной 4 мили, а также получали право постройки фортов и иных военных объектов. Однако назначение миссионеров и военных оставалось прерогативой короля. Король дал разрешение выпустить сто тысяч акций суммарным номиналом 40 000 риксдалеров, в том числе с правом продажи их частным лицам. Впрочем всё это в значительной степени нивелировалось отсутствием запрета для иностранных судов действовать в Гренландии. Акционеры собрали 7700 риксдалеров и довели общее число людей в колонии до шестидесяти двух, так как большинство первых колонистов сбежали после первой же зимы. Из-за крайнего неудобства базы на острове Надежды, в 1724 году Эгеде попытался перенести зимовье в Фискефьорд, но капитан «Хобета» не выполнил приказа забросить туда строительный лес. Планы сорвались и в следующие два года, вдобавок, в сезон 1726 года судно пришло с большим запозданием.
На новый, 1725 год в колонии впервые прошло крещение аборигена. Это был смышлёный мальчик Папа, которого Эгеде зимой 1723 года взял к себе в дом. Эскимос успешно прошёл испытание в вере и подготовлен к принятию таинств. До 1726 катехизатором служил Альберт Топ, а после его возвращения в Норвегию Генрих Бальцер Мильтцов из Фредериксхалле. В том же году в Копенгаген отправился Х. Йентофт с двумя новообращёнными эскимосами, чтобы продемонстрировать королю успехи, достигнутые миссией. Во дворец их допустили, поскольку это был день рождения монарха, и придворные рассчитывали развлечь его новой «диковиной». Эскимосы в национальных одеяниях продемонстрировали ловкость в обращении с каяками и охотились на уток на озере Эсром, что вызвало всеобщее оживление. Далее аборигенов показали и горожанам, пустив каяки по каналам, окружающим замок Кристиансборг, это превратилось в настоящее шествие, поскольку на шести баржах демонстрировались гренландские товары: шкуры медведей, тюленей и оленей, а также бивни нарвала и цветные картины, изображающие сцены из жизни животных и охоты в Гренландии. Король постановил устроить лотерею в пользу Бергенской компании, разыграв 20 тысяч билетов. Хансу Эгеде подтвердили его ежегодный пенсион и назначили суперинтендантом миссии с правом отбора присылаемых священнослужителей. Сам пастор настаивал на увеличении фондов и основания десяти миссионерских станций или торговых факторий — по пять к северу и югу от острова Надежды, чтобы «обеспечить новообращённым должную дисциплину». Финансировать эти станции должны были сами гренландцы, которых следовало обложить оброком из охотничьей добычи. В одном из посланий Эгеде недвусмысленно заявлял, что если туземцы могут быть полезны, но при этом противятся крещению, «их следует решительно поставить в ярмо и обращаться, как с рабами». Впрочем, бергенская дирекция решительно с этим не согласилась, памятуя о судьбе торгового форпоста в Неписате, который так толком и не заработал в сезон 1724 года, а построенное здание сожгли голландские моряки. Холодное лето 1726 года привело к полному провалу торгового сезона и потере одного из судов Бергенской компании, заставив подать в отставку двух директоров. План основания десяти форпостов был признан невыполнимым, бюджет компании не позволял создать даже четырёх поселений. Перенос колонии с острова Надежды был признан желательным.

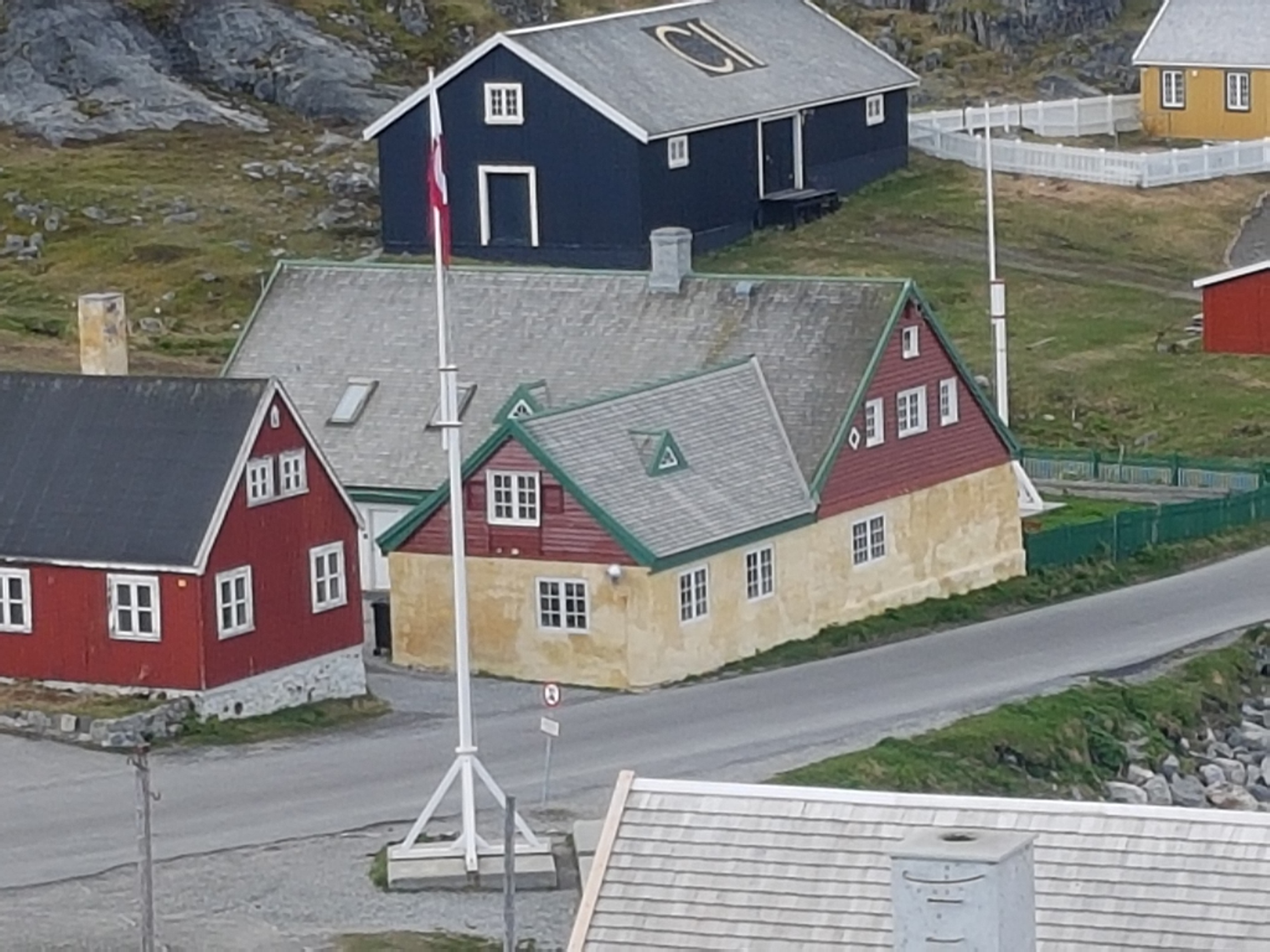
Дом Ханса Эгеде в Нууке в 2022 году

В 1727 году суда снабжения впервые финансировались королём, однако оснащением ведал экс-директор Бергенской компании Ханс Матиас. К Эгеде отправили инспектора для исследований условий на месте и определения, следует ли пытаться продолжать торговлю или эвакуировать поселение. В 1728 году два судна вновь были отправлены за счёт казны, но одно должно было вести китовый промысел. Это закончилось провалом, так как датчан ограбило английское судно, взяв весь жир и добытые шкуры. В итоге правительство постановило основать в Гренландии форт, дабы пресекать разбойные действия иностранцев и одновременно перенести деятельность Эгеде на материк с целью отыскания остатков Восточного поселения, где, предположительно, росли леса и имелись месторождения золота. Гражданским губернатором Гренландии был назначен майор Клаус Эневольд Порсс, представитель древнего датского рода. Командиром форма поставили капитана Йёргена Ландорфа и Йёхана Флейшера — каптенармусом. Флейшер стал основателем одной из богатейших датских семей в Гренландии, а его потомком являлся Кнуд Расмуссен. При губернаторе должен быть основан совет, куда обязательно должны были включить Ханса Эгеде. Новых колонистов вербовали не только из добровольцев: военнослужащие, в основном, были штрафниками, на родине осуждёнными за военные преступления, а также в Гренландию отправляли мужчин и женщин из исправительных домов. Последних перед отправкой венчали по жребию. В начале июля экспедиция прибыла в Гренландию. Совет немедленно был собран на флагманском корабле и одобрил мыс Нуук, где Ханс Эгеде уже заложил символический первый камень нового поселения. Майор Порсс немедленно высадил команду для строительства пивоварни, пекарни и губернаторского дома. Первую церковную службу в колонии Готхоб («Добрая надежда») пастор Эгеде провёл 20 августа 1728 года, взяв название за тему для проповеди.
Дела в новой колонии оказались не слишком благополучны: воссоздание китобойной станции в Неписате пришлось отложить до весны. Губернатор ещё во время морского перехода поссорился с каптенармусом и они никак не могли примириться. В сентябре начались сильнейшие ливни, дом губернатора залило по колено, промочив все вещи и припасы, пришлось срочно копать водоотводную канаву. Тем не менее, 19 сентября провели официальное новоселье, сопровождаемое «приличествующей моменту умеренной весёлостью». 30 сентября и семейство Эгеде покинуло остров Надежды, проведя всё лето в здании склада, так как старый дом полностью прогнил от влаги. В итоге в губернаторском доме обитали сам майор Порсс, капитан Ландорф, семья Эгеде и два ассистента-эскимоса, а шестерых офицеров разместили на чердаке. Вскоре закончили и солдатскую казарму из камня и дёрна. Майор установил перед домом батарею из семи орудий, но идея о строительстве форта была отвергнута, так как местное население было неагрессивным, а иностранные суда в Готхоб не заходили. Лично Эгеде отправил меморандум о необходимости доставки стройматериалов, так как не хватало площади склада, и часть припасов приходилось держать под открытым небом. Пока шла стройка, новоприбывшие поддерживали дисциплину, хотя Эгеде возмущался грубостью солдат и бесстыдством женщин. Датчанки-преступницы удивляли эскимосов, так как их поведение совсем не походило на нормы, принятые у аборигенов. Работать было тяжело, так как привезённые лошади не перенесли морского перехода, а затем и зимовки, камни для строительства приходилось взрывать порохом и перетаскивать в буквальном смысле «на горбу». Пища была скудной, состоя в основном из гороха и солонины, вызывавших сильную жажду. Поскольку пива было мало, приходилось выдавать большие порции крепкого алкоголя, чтобы не заработать болезней от речной воды. В первую зиму в Готхобе началась повальная цинга, и с октября пошла череда смертей. Умерли даже архитектор и капитан одного из галиотов, потом плотник, и к новому, 1729 году, скончались 29 переселенцев. На Рождество каторжники даже замыслили убийство Порсса и самого Эгеде, который ходил исправлять требы с заряженным пистолетом. Губернатор разрешил врачу и цирюльнику в научных целях вскрыть тело плотника, и оказалось, что у него было полностью поражено одно из лёгких. Последний из 13 ремесленников умер в феврале, в апреле в мир иной отправился секретарь губернатора Фок и девочка Эльза Пипер (всего умерли 35 мужчин, 6 женщин и 4 ребёнка). К окончанию полярной ночи живыми остались 2 офицера, 4 унтер-офицера, 11 рядовых и пять женщин.

### Отзыв губернатора. Миссия моравских братьев

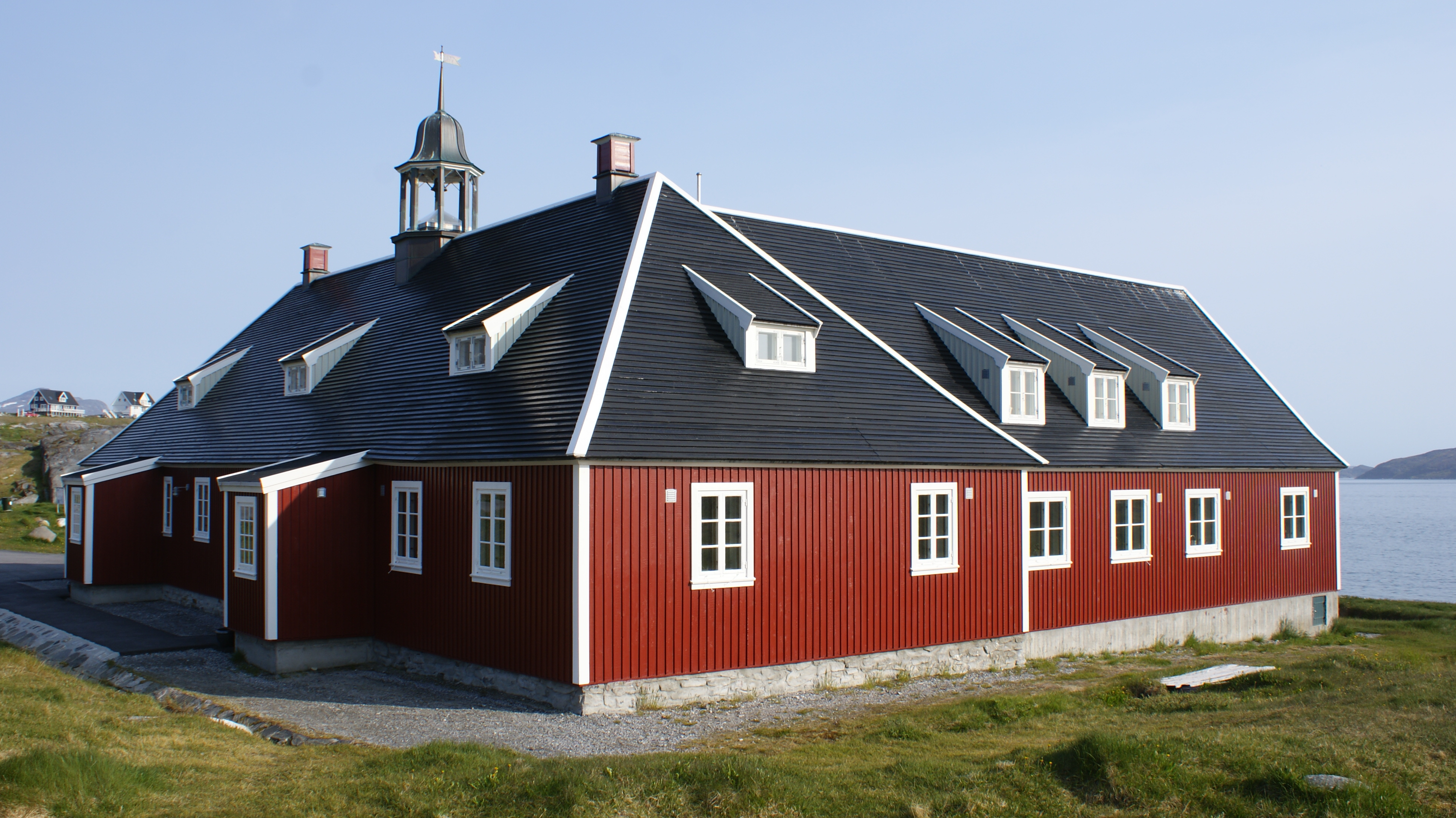
Дом гернгутерской миссии в Нууке

25 апреля 1729 года майор Парсс отправился на разведку Амералик-фьорда и через 10 миль ступил на материковый лёд, который сравнивал с «сахаром-леденцом необозримого размера». На обратном пути исследователи посетили норманнские руины, в том числе большую ферму в Амералигде и невредимыми вернулись в Готхоб 5 мая. Далее майор сосредоточился на строительстве станции в Неписате (с 10 июня по 3 сентября), тогда как Эгеде занялся вопросом увеличения эффективности проповеди. По мнению миссионера, у него не хватало людей для поддержания дисциплины, из-за чего маленькие дети умирали некрещёными, хотя их родители уже приняли таинство или были близки к принятию веры. Ханс Эгеде заявил, что следует работать с детьми и молодёжью, «ибо их есть Царство Небесное», и поставил задачу крестить детей всех эскимосов, которые более или менее постоянно проживали близ Готхоба. После одобрения своих планов, миссионер постоянно разъезжал по окрестным заливам и фьордам, везде крестя детей. Миссионерский коллегиум в Копенгагене полностью одобрил его отчёт и поручил вести реестр крещений. К ноябрю оставалось в живых тринадцать обращённых детей, но ещё шестеро умерли. В январе 1730 года Ханс Эгеде крестил восемнадцать детей; общее число крещений составило 102. Все детей он регистрировал под двойными именами: датским — крестильным и эскимосским — «языческим». Однако смертность в течение зимы (особенно от лёгочных заболеваний) была очень велика, и с 1732 года Эгеде более не осуществлял крещений, приняв решение наставлять в вере эскимосских катехизаторов и законоучителей. Особенно успешным стал эскимос, крещёный Фредериком Кристианом, который за пять лет научился хорошо говорить и писать по-датски. На него можно было положиться в деле поддержания миссии. Особенно суровой зимой 1730—1731 года в Готхобе осталось 9 мужчин, и почти все они постоянно находились в разъездах, а самого Эгеде обязанности привязали к колонии, о чём он сильно жалел. Главной его задачей было разработать твёрдую таксу, так как до этого цены определялись наугад, а торговец брал у эскимосов столько, сколько они готовы были предложить в обмен. Эскимосы даже согласились платить натуральную дань королю, но поставили условие, что их защитят от произвола голландских и английских моряков. Эгеде вычислил, что рентабельной колонию сделает приобретение не менее 100 бочек ворвани и соответствующего числа шкур от каждого из трёх датских форпостов, и ещё столько же сырья в виде дани от гренландцев. В денежном исчислении это соответствовало 3000 риксдалеров в год, что равнялось сумме расходов на колонию, не считая его собственного жалованья в 300 риксдалеров, так как меха, шкуры и пропитание ему доставались от прихожан и аборигенов даром. Огромная смертность среди колонистов побудила Эгеде предложить переселить в Гренландию несколько исландских семейств, ибо тамошние «люди и скот привыкли к холоду».

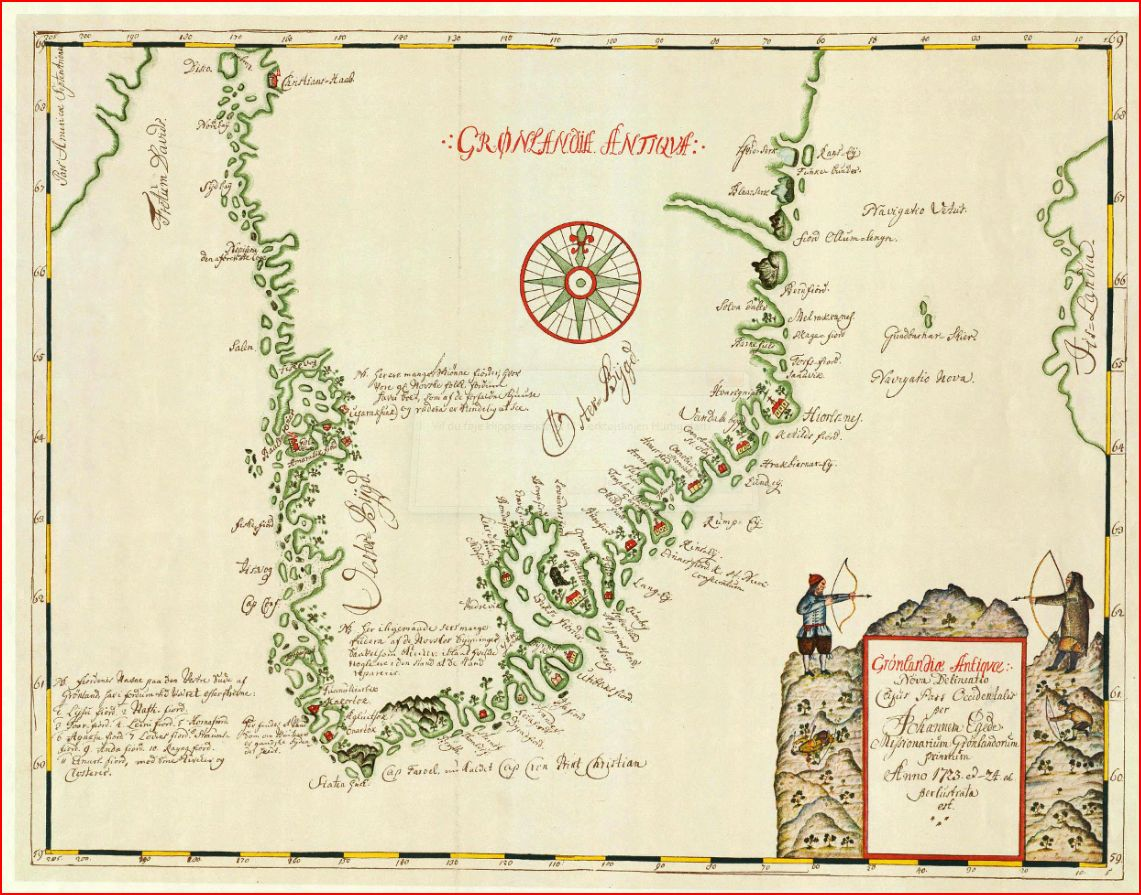
Карта Гренландии работы Ханса Эгеде

19 мая 1731 года от голландского шкипера обитатели Готхоба узнали о кончине датского короля Фредерика IV 12 октября предыдущего года. Эгеде совершил поездку в Неписат, где провёл церковные службы и ознакомился с жизнью выживших зимовщиков. Пока миссионер находился на севере, из Копенгагена пришёл транспорт с приказом нового короля Кристиана VI эвакуировать губернатора и колонию со всеми основанными постами. Хансу Эгеде предоставлялось самому выбирать: оставаться или уезжать. Миссионер прямо сообщал, что впал в смятение. 27 июня он прибыл в Готхоб. Несмотря на болезнь, Гертруда не выражала стремления вернуться в Данию или Норвегию. Неписат был покинут 12 июля. На последнем заседании совета колонии Эгеде объявил, что «во имя Иисуса Христа остаётся, ибо не может примирить свою совесть с тем, чтобы оставить этих бедных людей (эскимосов), которые уже развили вкус к сладким и блаженным словам Божьим». Члены совета понимали, что семейство Эгеде не выживет в одиночку, поэтому было решено оставить с ним десяток добровольцев и запасы на два года. Их задачей становилась добыча такого количества «продуктов страны», которое равнялось бы стоимости требуемых припасов, доставленных на следующий год от имени корабля на датском или иностранном судне. Отказ от уже проделанной Эгеде пастырской работы на совете сочли нецелесообразным. 24 июля губернатор и остатки гарнизона отбыли в метрополию.
Вместе с майором Порссом Ханс Эгеде отправил два меморандума на имя короля и Гренландской компании, датированные 23 и 27 июля 1731 года. Послание достигло адреса и принесло эффект: королевское послание и приказ командованию королевского флота от 14 сентября декларировало сохранение «как дела христианства, так и торговли в Гренландии» под покровительством Его Величества. Флоту и Миссионерскому коллегиуму предписывалось переговоры с некоторыми «рассудительными» купцами. Майор Порсс и капитан Ландорф единогласно заявили, что Готхоб и Неписат следует сохранять и развивать, и основать ещё одно поселение в заливе Диско. 14 сентября командование военно-морского флота избрало трёх купцов Клаумана, Хольмстеда и Якоба Северина, которые соглашались продолжить торговлю с Гренландией и снабжение Готхоба. 4 апреля 1733 года король выделил Гренландской миссии 2000 риксдалеров, выплачиваемых ежегодно, и одновременно направил в Готхоб трёх членов Моравской общины — плотников по профессии, которые также должны были вести миссионерскую деятельность. К тому времени из датских купцов гренландские дела вёл один Я. Северин, который по договору с короной от 15 марта 1733 года получал семилетнюю монополию на гренландскую торговлю и в течение первых трёх лет субсидию 3000 риксдалеров, а в течение последующих лет в 2000 риксдалеров. В Готхобе главным помощником Эгеде стал его младший сын Нильс, поскольку старший — Пауль — отправился в Данию для завершения образования в Миссионерском коллегиуме. Зимой 1731—1732 годов Ханс Эгеде страдал от грудной болезни, от которой долго выздоравливал; тяжело болела и Гертруда. 1 января умер второй образованный гренландец, воспитанный миссионером, в крещении Петер Вилдинг. Сын Нильс служил катехизатором ещё с 1728 года, поскольку отлично владел языком, всё детство проведя среди эскимосов. Также он был отличным охотником на тюленей, имел навыки купца и пламенного проповедника. Осенью 1732 года Нильс Эгеде впервые совершил торговую экспедицию на север, которая повторялась ежегодно, и каждый раз доставлял столько ворвани, сколько команда могла унести с собой. В тот год прибыль составила: 135 бочек ворвани, 3 бочки спермацета, 192 тюленьих шкуры, 263 шкурки лисицы, 43 шкуры оленя и 47 кусков китового уса.
В мае 1733 года в Готхоб прибыли гернгутеры Кристиан Давид и братья Штак, которые не знали даже датского языка и понятия не имели об условиях Гренландии. Однако они поладили с Эгеде, но разместились в отдалении от датчан, первое время ютясь в эскимосских иглу. 16 июня они начали постройку деревянного дома миссии своей церкви и поселились под крышей уже через месяц, назвав своё жилище «Новым Гернгутом». В переписке Маттеуса Штака содержались сведения о жизни Эгеде, так как моравские братья два воскресенья подряд посещали проповеди датчанина. Но он плохо знал немецкий, его раздражала обособленность гернгутеров, и далее они стали общаться по переписке. Плотник Давид построил складской барак по заказу Эгеде, а Штаки помогали охотиться. Кристиан Давид покинул Гренландию в 1735 году, проведя в стране лишний год, против положенному ему по контракту, а Маттиас Штак к 1739 году освоил гренландский язык и провёл первое крещение, а подтверждения рукоположения от короля удостоился в 1741 году и служил в Гренландии до 1777 года. Конфликт между ортодоксальным лютеранином Эгеде и моравскими братьями, начавшийся по вероучительным и богословским вопросам, перешёл в открытую фазу и длился до самого отъезда датчанина из Готхоба.

### Эпидемия оспы. Смерть Гертруды Раск
Судно, привезшее весной 1733 года свидетельства королевского одобрения Х. Эгеде и его конкурентов-гернгутеров, доставило и гренландца, который заразился в Дании оспой. Осенью в Готхобе началась эпидемия, охватившая и окрестности, которые, благодаря миссии Эгеде, были довольно плотно заселены. Несмотря на попытки Эгеде ввести карантин, эскимосы бежали по разным стойбищам, разнося болезнь. Хватало и желающих получить помощь в миссии, особенно Ханс и Гертруда старались приютить осиротевших маленьких детей, которых обычно убивали по эскимосским обычаям. В переписке миссионера хватало самобичевания по адресу того, что «он, приехавший в страну для спасения душ гренландцев, стал причиной их гибели». Эпидемия усилилась в 1734 году, и к весне Эгеде подсчитал, что вымерли все жители окрестностей Готхоба и стойбищ в радиусе 80 миль к северу. Из 1200 человек выжило восемь. Жертвой эпидемии пал и катехизатор Фредерик Кристиан. Тяжёлые испытания надломили Гертруду Раск и по собственным словам Ханса, «с того дня она никогда не была здорова, пока Бог в Своей милости не призвал её к Себе».
Якоб Северин в сезон 1734 года направил в Гренландию три судна, первое из которых прибыло в июне. В послании купца говорилось об основании форпоста в заливе Диско, куда планировалось направить возвращавшегося Пауля Эгеде. Он был назначен преемником своего отца ещё в 1728 году и отправился в Данию, в 1731 году поступил на богословский факультет Копенгагенского университета, завершил обучение в три года (правда, с низкими оценками), был рукоположён и даже удостоен королевской аудиенции. Его отец в отчёте, посланном 14 августа 1734 года, возлагал на колонию в Диско большую надежду, так как «Готхоб практически обратился в пустыню». После возвращения сына Гертруда Раск не вставала с постели и, по воспоминаниям, говорила о желании умереть. Эгеде думал отвезти жену в Копенгаген, но она могла не перенести морского перехода. 25 ноября стало ясно, что конец неизбежен; 21 декабря 1734 года супруга миссионера скончалась. Ханс посвятил Гертруде панегирик, скорбели и моравские братья. Тело её было помещено в герметический гроб, так как Эгеде решил захоронить Гертруду в Дании. После смерти жены он впал в меланхолию, и к обычной для него лёгочной инфекции впервые за всё время добавилась цинга. 25 человек, проживавшие в Готхобе, оказались на грани голодной смерти, так как из запасов остался только горох, а охота и рыбалка были безуспешны. 11 марта 1735 года, по собственному признанию, Ханс впал в сомнения, «охваченный ненавистью к Богу и отвращением к Его слову», потом провёл некоторое время в бреду, но пришёл в себя и успокоился. Проповеди и церковные службы всё это время проводил Пауль, приехавший с севера по суше, а колонией руководил сын Нильс. Май 1735 года оказался необычайно тёплым, поэтому Ханс постепенно стал выздоравливать душевно и телесно. Он даже смог посетить на лодке залив Неписат, в Готхоб также прибывали делегации эскимосов. 21 июня Ханс простился с Паулем, который должен был вернуться к своим обязанностям, а 29 июня прочитал последнюю в Готхобе проповедь на тему Ис. 49:4 («напрасно Я трудился, ни на что и вотще истощал силу Свою. Но Мое право у Господа, и награда Моя у Бога Моего») и крестил ребёнка, которого воспитывал около двух лет, и дал ему имя Ханс. 9 августа Ханс Эгеде покинул Готхоб, с ним вместе следовали сын Нильс, обе дочери, и Кристиан Штак из моравской миссии. Капитан Педерсен был тяжело болен и умер через неделю после отплытия, Эгеде не позволил похоронить его по морскому обычаю, а тело заколотили в гроб. Из-за тяжёлых штормов мыс Фарвель миновали лишь 21 августа.

## Дания (1736—1758)

### Возвращение

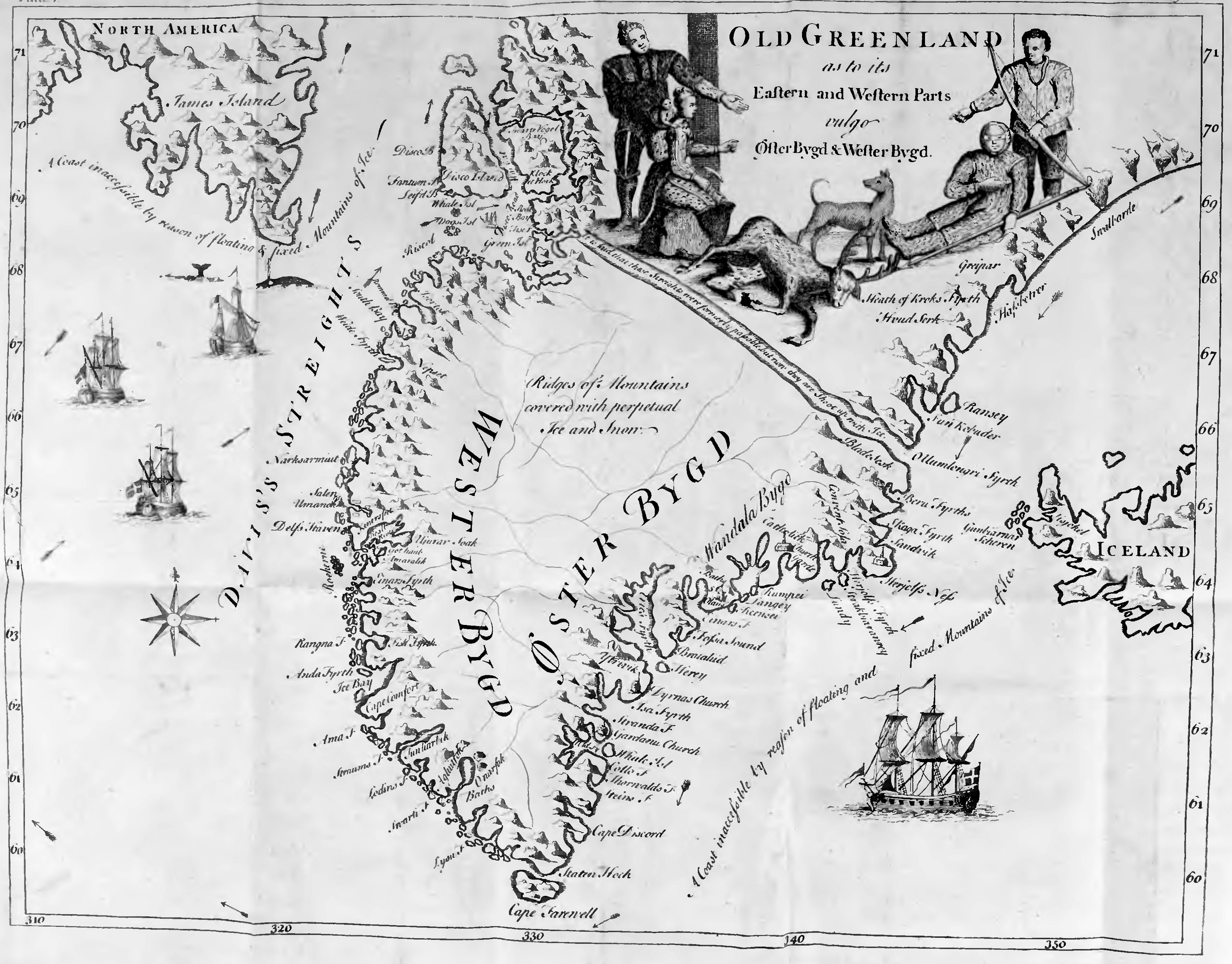
Карта Старой Гренландии из английского издания книги Эгеде 1745 года

После тяжёлого плавания 24 сентября 1736 года Ханс Эгеде вновь ступил на землю Дании. Семейство поначалу остановилось в доме купца Якоба Северина. 5 октября на кладбище церкви Св. Николая прошли похороны тела Гертруды в присутствии клириков и профессуры богословского факультета. Сразу после этого он предстал перед главой Миссионерского коллегиума графом Холстейном и признан достойным королевской аудиенции. 8 октября миссионер был принят во Фреденсборге, где провёл три следующих дня и удостоился подробного отчёта перед королём. Согласно приобретённому опыту, миссия нуждалась в реформировании: от Михайлова дня до Пасхи гренландцы жили стационарно в зимних домах, посещать которые чаще, чем раз в месяц, было совершенно невозможно. Помимо того, что миссионеров было ничтожно мало, они плохо владели языком. Требовалось, чтобы на каждое поселение приходилось не менее двух миссионеров, которые год или два изучали гренландский язык перед отправлением в Арктику, и им должны помогать не менее десяти катехизаторов. Эгеде предложил наладить преподавание языка, испросив лишь жалованье на содержание своей семьи из пяти человек. Он предложил собственную кандидатуру на должность капеллана сиротского приюта, из воспитанников которого мог бы готовить катехизаторов. В королевском запросе в Королевскую миссионерскую коллегию от 8 февраля 1737 года предлагалось рассмотреть вопрос о двух учебных заведениях: одно для подготовки миссионеров, второе — на базе приюта — для обучения катехизаторов или купеческих помощников со знанием языка. 13 февраля Эгеде обратился с прошением о вспомощенствовании ввиду нужды: ему сохранили пенсион в 300 риксдалеров, но в Гренландии провизия, дом и топливо были бесплатными. Накопленные за годы миссии деньги истощились и он уже был должен «добрым людям» те же 300 риксдалеров. Король постановил выплатить за счёт казны долг миссионера и дополнительно выделить ему 200 риксдалеров годовых на покрытие увеличившихся расходов (40 фунтов стерлингов английскими деньгами). 4 января 1738 года Эгеде отправил в Миссионерский коллегиум отчёт о своей работе с приложенной картой Гренландии.
Хансу Эгеде было отказано в должности в Королевском приюте, а в виде поощрения выдана привилегия о публикации книги о Гренландской миссии, которая содержала сомнительные с точки зрения цензуры места. В 1738 году вышло издание обработанных дневников Эгеде под велеречивым названием: «Обстоятельные и подробные сообщения о начале и продолжении Гренландской миссии и других вопросах, касающихся разысканий по стране, её условиях, обычаев и образа жизни обитателей; написанные Хансом Эгеде, сначала недостойным служителем Божьим в конгрегации Воген в Нурлане, затем Королевским датским миссионером в Гренландии». Параллельно служебным хлопотам Эгеде устраивал свою жизнь. Сначала он жил в Копенгагене с сыном Нильсом и двумя дочерьми на выданье. В 1739 году Нильс отправился к брату в Гренландию, а 51-летний Ханс сделал предложение 46-летней вдове майора Маттее Тране, урождённой Дау. Для Маттеи это был третий брак, её старший сын (от первого мужа) женился затем на дочери Ханса Кристине. 18 марта 1740 года Эгеде был удостоен звания суперинтенданта гренландской миссии (что было равнозначно епископскому званию) и немедленно подал министру внутренних дел прошение об увеличении жалованья: приходилось содержать осиротевших племянников. Дело рассматривалось очень долго, но к маю 1742 года было вынесено решение о прибавке в 100 риксдалеров годовых. Семейство миссионера квартировало в доме виноторговца на улице Норегаде, и в 1743 года Эгеде подал прошение об освобождении от налога сверх пенсионных отчислений, достигавшего 80 риксдалеров. В качестве компенсации ему была предложена епископская кафедра Тронхейма, но назначение не состоялось. В этих условиях литературная деятельность была действенным источником заработка и попыткой привлечь состоятельных сограждан к делам гренландской миссии.

### Отставка и последние годы жизни

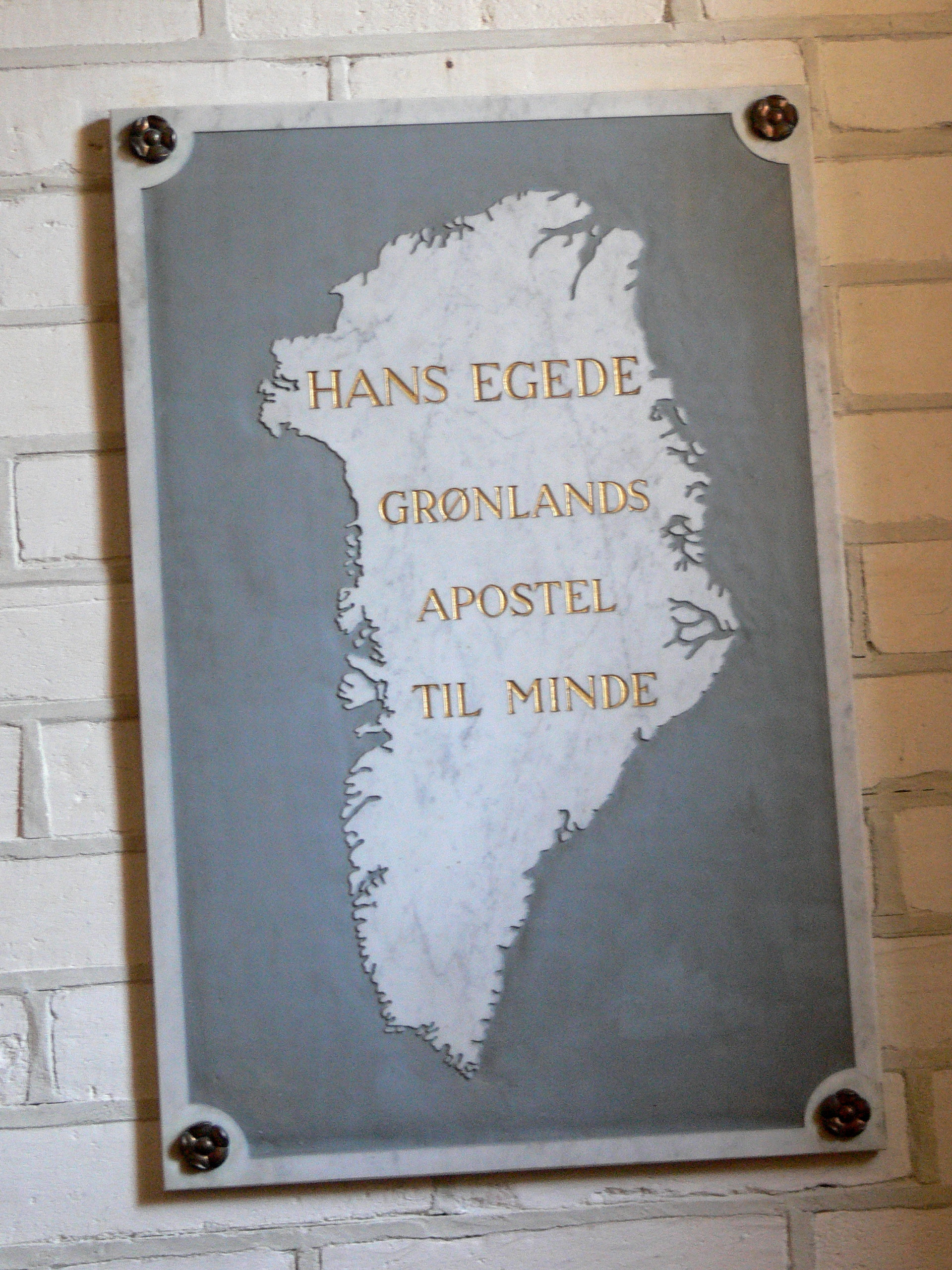
Кенотаф Х. Эгеде в церкви Стюбекёбинга

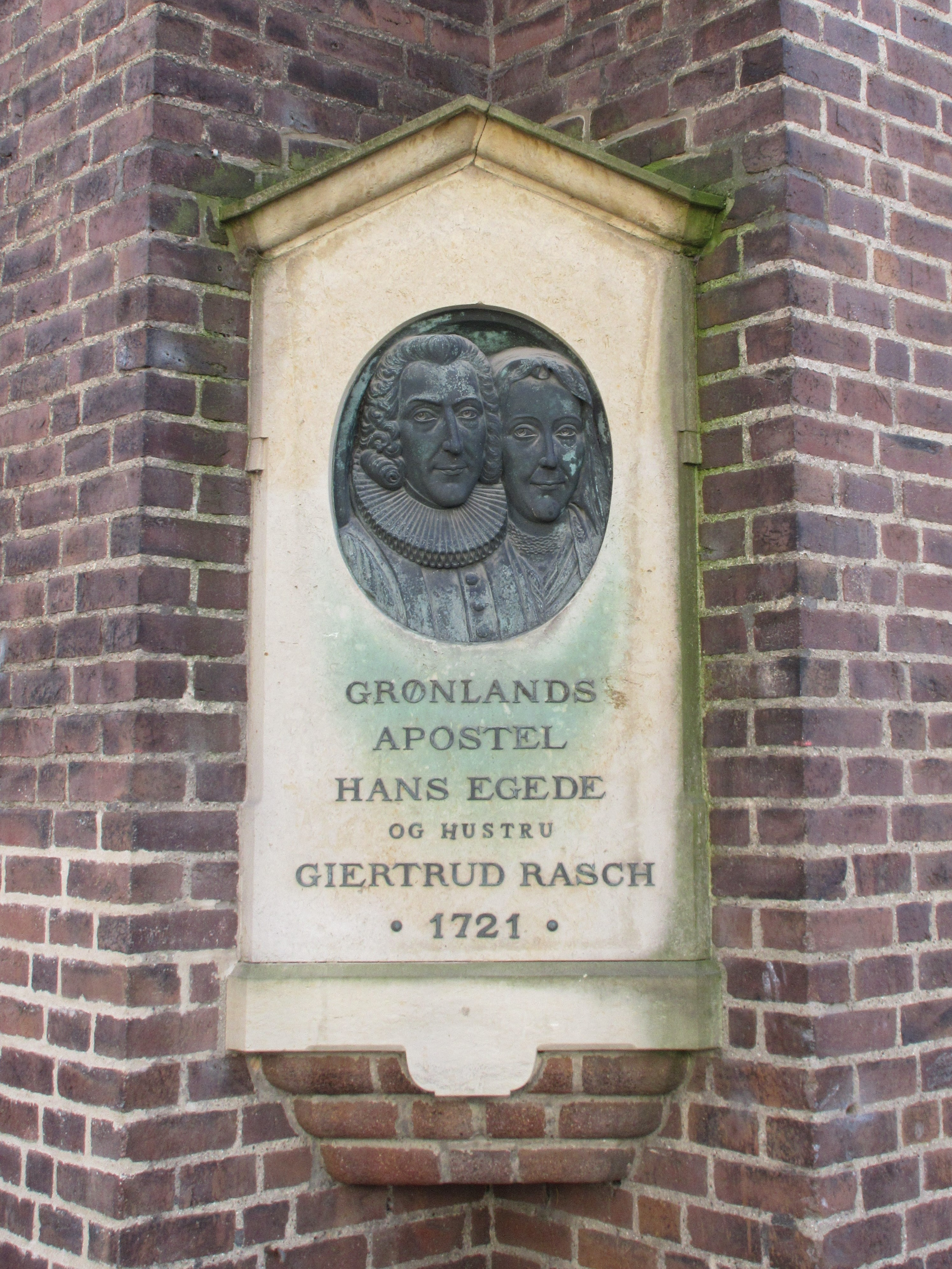
Памятник Хансу и Гертруде Эгеде в церкви Св. Николая в Копенгагене

В 1740 году началась работа Гренландской семинарии, суперинтендантом (директором) которой королевским указом был назначен Ханс Эгеде. Тогда же он получил скверные новости из Гренландии, так как его сын и преемник Пауль из-за глазного заболевания был вынужден сдать дела и вернуться в Данию. Поздней осенью того же года его назначили главой воспитательного дома в Вартове с возложением обязанностей переводчика в семинарии. Из арктической миссии Пауль привёз рукописи переводов на эскимосский язык двух Евангелий и трёх первых книг Ветхого Завета. Поскольку сын знал гренландский язык значительно лучше отца, а Ханс лучше владел латинской лексикографией, они совместно взялись на работу над датско-эскимосско-латинским словарём и грамматикой. Глава Миссионерского коллегиума граф Хольстейн и советник Вольдике поддерживали интеллектуальную работу Эгеде. Благодаря этому удалось завершить перевод Нового Завета на гренландский язык, и в 1745 году опубликовать трактат о «происхождении гренландского языка и его отличию от других языков». Уже после смерти отца Пауль Эгеде выпустил «Grammatica Groenlandica-Danica-latina», а совместно с отцом они опубликовали гренландский катехизис «Elementa Fidei Christianae» (1747).
В 1741 году на основе своего краткого описания Гренландии Эгеде выпустил «Новую перлюстрацию старой Гренландии, или Естественную историю и описание старой Гренландии» с многочисленными иллюстрациями и картой. Этот труд вызвал большой интерес по всей Европе, и в 1745—1818 годах трижды издавался по-английски, трижды по-немецки, также выходили переводы на голландский язык (Делфт, 1746) и на французский (Женева, 1763). Сочинение Эгеде, ставшее одним из первых полноценных описаний Гренландии, заинтересовало и современных ему российских учёных. В Месяцеслове на 1746 год (выпускаемом Петербургской академией наук) был помещён перевод 20-й «Об астрономии гренландских жителей». Позднее перевод был перепечатан в «Собрании сочинений, выбранных из месяцесловов на разные годы». Как отмечал датский историк Луи Бобе, основным источником Эгеде, кроме его личных наблюдений, являлся компендиум по исландским сагам Бьорна Йонссона, а также немногие описания путешествий в Арктику XVI—XVII веков и некоторые неопубликованные рукописи, сохранившиеся в копегагенской Королевской библиотеке. С точки зрения современной историографии огромную ценность имеют этнографические описания Эгеде, в частности, языческих культов и шаманов гренландцев, их барабанной музыке и игре в мяч. Книга не принесла выгоды своему автору: условием напечатания стало то, что Эгеде не должен был получить прибыли, пока продажи не окупят типографские расходы.
Неудачи с подготовкой миссионеров в Дании и огромная конкуренция со стороны миссии моравских братьев побудили в 1747 году Ханса Эгеде подать в отставку. Он получил дозволение покинуть столицу и больше никогда не возвращался в Копенгаген. Суперинтендантом Гренландской семинарии и почётным главой миссии на острове стал Пауль Эгеде, назначенный также профессором богословия в университете. В 1748 году Ханс гостил у сына Нильса в Ольборге, где тот служил в магистрате, далее Ханс поселился у дочери с зятем — его пасынком Лаурицем Альсбахом — в Вардале (в Норвегии), где Эгеде помогал ему читать проповеди. В 1753 году Альсбаха перевели в Стюбекёбинг на острове Фальстер, где прошли последние годы Ханса. Он почти исключительно занимался алхимическими опытами, отличаясь завидным здоровьем: в преклонном по меркам XVIII века возрасте он сохранил физическую силу и прекрасное зрение. Ханс Эгеде умер 5 ноября 1758 года от чумы. Панихиду провёл настоятель Дорф; поскольку миссионер выразил желание упокоиться рядом с Гертрудой, тело перевезли в Копенгаген и захоронили без помпы 21 декабря. Через двадцать лет после захоронения оплата места на погосте не была продлена. Несмотря на данное в газетах объявление, ни родственники, ни желающие не пожелали ничего сделать, и могила была разорена.

## Эгеде и алхимия

### Контекст деятельности

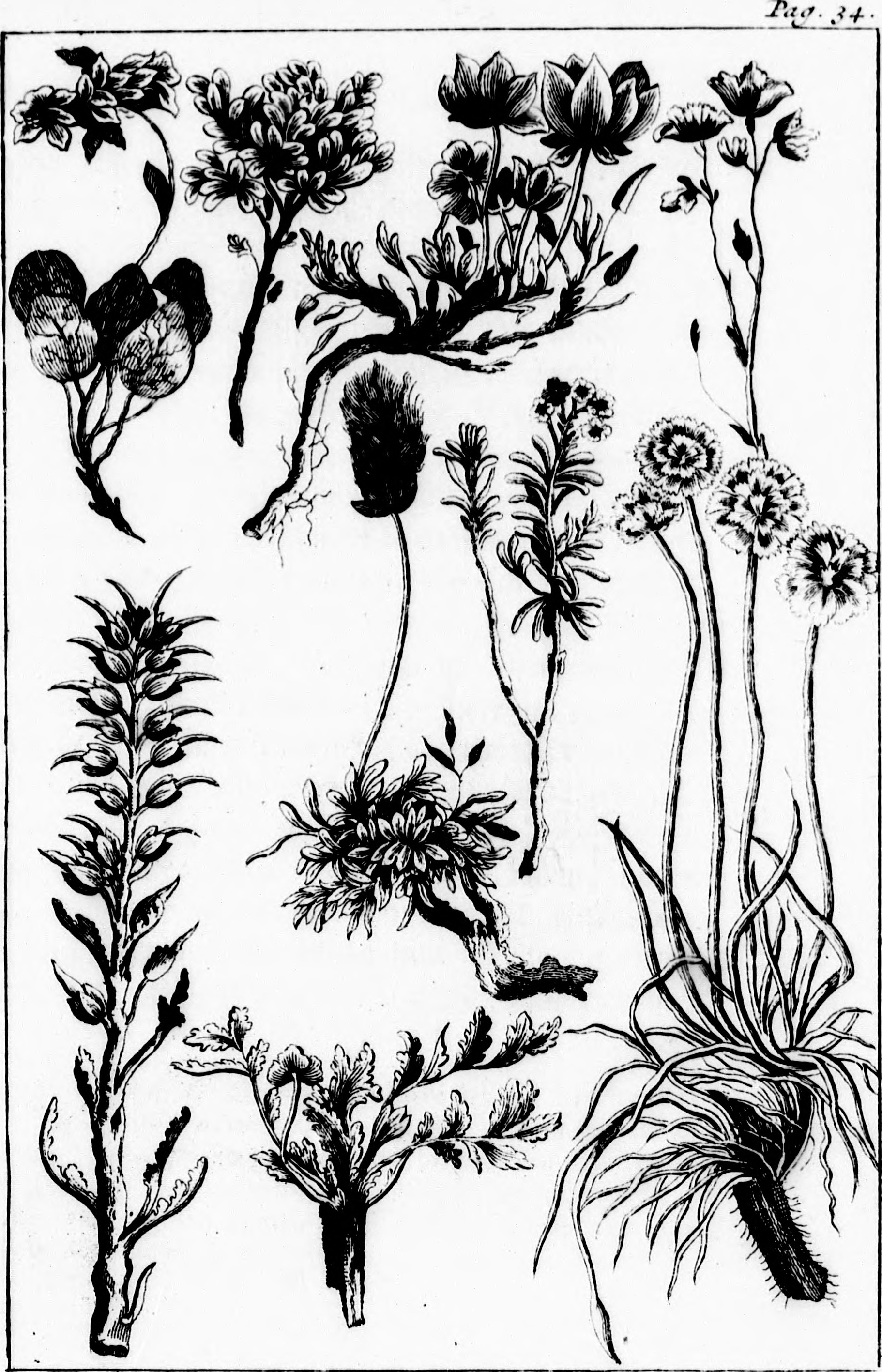
Изображение гренландских растений из голландского издания «Естественной истории…» Х. Эгеде 1746 года издания

Ханс Эгеде, известный как священник и апостол Гренландии, являлся также одним из немногих известных алхимиков, практиковавших в Дании и Норвегии. Из-за гибели основной части личного архива Эгеде в пожаре 5—7 июня 1795 года, уничтожившего Гренландскую семинарию (в том числе дневников за 1721—1735 годы, собственноручно переплетённых в тюленью кожу), и сосредоточенности исследователей на его карьере миссионера, данная сфера жизни Ханса Паульсена оставалась мало известной и необъяснённой. Алхимия в XIX—XX века рассматривалась как «суеверие», поэтому биографы стремились рационализировать интересы Эгеде: в 1905 году Торстейн Хьёртдаль обозначил его как первого норвежского химика. Сам миссионер не скрывал своих интересов и занятий, и в 1738 году отчёт о его алхимическом эксперименте, проведённом в колонии острова Надежды в Гренландии 12 марта 1727 года, был включён в состав «Обстоятельных и подробных сведений о начале и продолжении Гренландской миссии». Результаты своего алхимического опыта Эгеде докладывал и в Королевской миссионерской семинарии в Копенгагене. Натурфилософские взгляды его изложены и в «Естественной истории Гренландии».
В период обучения Эгеде в Копенгагенском университета существовала кафедра химии, основанная Оле Борхом — учёным общеевропейской известности, который придерживался взглядов Парацельса и широко их пропагандировал. К бергенским годам Ханса Эгеде относятся редкие документированные свидетельства его алхимических занятий и проводимых им экспериментов. Занятия имели практическую цель: священник искренне считал, что отыскав способ превращения неблагородных металлов в золото, сможет финансировать гренландскую миссию. Судя по описанию его первого биографа Якоба Йохана Лунда, даже в преклонные годы он немало времени проводил за «тиглем и другими приборами для химических упражнений», что можно истолковать как свидетельство алхимических практик. В отчёте, поданном в Королевскую Миссионерскую коллегию, Х. Эгеде прямо заявлял, что он скрывал занятия алхимией, чтобы не вызывать слухов о получении золота. Гренландская миссия позволяла ему дистанцироваться от осуждения его увлечения как нечестивого.

### Алхимическая теория и практика
В описании миссии в Гренландии самого Эгеде содержится «философский мемуар», из которого следует, что в 1727 году в колонии на острове Надежды её глава пятьдесят дней нагревал алхимическое вещество на умеренном огне, но 12 марта счёл эксперимент неудачным, так как перекалил основу, она почернела, и тогда алхимик вскрыл тигель. По описанию Эгеде, после этого два щенка, которых дети Ханса принесли в дом, умерли в течение четверти часа, а все, находившиеся в доме, включая миссионера, его жену, детей и двух служанок-эскимосок, почувствовали головную боль, слабость и затруднённое дыхание. Ни видимых паров, ни запаха яда не наблюдалось. Миссионер вывел всех на воздух и выдал териак; через некоторое время одна из эскимосок умерла. Результаты эксперимента Эгеде в терминологии того времени обозначил как стадию нигредо процесса трансмутации, и сетовал, что был близок к цели создания философского камня. Историк науки Хильда Норгрен, комментировала это следующим образом: традиционный метод обучения практической алхимии заключался в передаче опыта наставника ученику в лаборатории, но Эгеде изучал все процессы исключительно по книгам. В Бергене он не хотел, чтобы его интересы стали известны окружающим, и лишь после нескольких неудачных экспериментов и порчи дорогостоящих колб сумел найти наставника-аптекаря. Химик К. Фурусет в 2006 году попытался интерпретировать эксперимент и его результаты. Причиной отравления, вероятно, стал стибин, образующийся при воздействии на сурьму кислотой. Происходящий процесс являлся восстановлением стибина до сурьмы. Эгеде изложил химическую картину происходящего в форме аллегорической сказки о деве, которая должна очиститься, чтобы выйти замуж за принца. Очищение достигается «горячей ванной и укрепляющими силами Марса и Венеры». В дальнейшем Эгеде ещё дважды пытался запустить реакцию по получению философского камня, но не продвинулся так же далеко, как в 1727 году.
По трудам Эгеде можно более или менее определённо судить, какими трудами по алхимии он пользовался и к какой школе принадлежал. В основном он цитировал Conspectus Scriptorum Chemicorum Illustrorum («Обзор известных химических текстов») Оле Борха 1696 года издания и Oedipus Chymicus («Химический Эдип») Иоганна Бехера (1664). В Дании была распространена школа Парацельса, принимающая за данность, что соответствия между макро- и микрокосмом имели естественную, а не магическую природу. Изучение этих явлений и их использование в практических целях, таким образом, не являлось магическими действиями, запрещёнными церковью и светским законодательством. Практика алхимии истолковывалась как действенный способ познания природы, «христианская натурфилософия». «Обзором» Борха Эгеде руководствовался при подборе алхимических пособий. Его библиотека по алхимии включала около 60 томов и была крупнейшей в Норвегии. По собственным словам, первые алхимические опыты в Бергене Эгеде ставил по «Химическому саду роз» Бехера, новое издание которого вышло в 1717 году. Также он пользовался текстами польского алхимика Михала Сендзивого, изданными в 1718 году, — как раз тогда Эгеде переехал в Берген. Ссылался он и на более древнюю традицию, например, тексты Бернарда Тревизанского, итальянского алхимика XV века. Результаты разочаровали: Эгеде жаловался, что получил лишь «грязь на руках» и впустую потратил огромные деньги и долгие годы на попытки создания философского камня. Миссионер рано понял, что хотя алхимия и считалась единой традицией, унаследовавшей допотопное знание прямых потомков Адама и Евы, среди авторов не было единой системы обозначения металлов, ингредиентов и химических процессов. Суждения Сендзивого и Бернарда Тревизанского расходились по вопросу, какое вещество является первоосновой Великого делания (Бернард заложил концепцию «единственной философской ртути»). Эгеде в соответствии с традицией Парацельса использовал сурьму, «очищая» её железом и медью.

### «Новая перлюстрация старой Гренландии» и алхимия

#### Естествознание и алхимическое мировоззрение
Трактат «Новая перлюстрация» содержит много следов алхимического мировоззрения своего автора и может быть истолкован в том числе как описание природных ресурсов, пригодных для алхимических штудий. Документы Бергенской компании подтверждают, что поиск драгоценных металлов и минералов составлял важную часть миссии, так как являлся потенциальным источником дохода и мог привлекать новых колонистов. В «Естественной истории Гренландии» Эгеде содержатся сведения, что ещё в 1636 году два корабля привезли в Копенгаген груз гренландского жёлтого песка, из которого рассчитывал извлечь золото. Чуда не произошло, и песок был выброшен в море. Капитан, доставивший его, «умер от огорчения» и не сообщил, где именно было добыто сырьё, хотя некий алхимик всё-таки сумел извлечь золото из оставшейся части песка. В «Королевском зерцале» также упоминался «красный, синий и зелёный крапчатый мрамор» из Гренландии. Впрочем, учредители Бергенской компании возлагали бо́льшие надежды на китобойный промысел и добычу мехов и шкур. Кроме того, в 1723 году было установлено вознаграждение любому колонисту, который сумеет отыскать месторождения золота или серебра. В перечне товаров для отправки в Данию, составленном в мае 1726 года, упоминались мыльный камень, пемза и белый песок. Мыльный камень был совершенно необходим для изготовления пулелеек. Также вполне вероятно, что некоторые из алхимических сосудов Эгеде, используемых для экспериментов, были изготовлены на месте, в Арктике. Археологические раскопки 1969—1970 годов на месте первого дома Эгеде показали большое число свинцовых пуль, а также остатки грушевидного тигля из талькохлорита и разбитый глиняный конусовидный тигель. Эскимосы использовали этот материал для изотовления жировых ламп и варки пищи. Эгеде не брал с собой перегонного куба о чём пожалел, когда обнаружил противоцинготные средства — ложечницу и багульник.
«Перлюстрация Гренландии», согласно Л. Бобе и Х. Норгрен, демонстрирует мировоззрение Эгеде, который одновременно ездил по острову, дабы открыть эксимосам «тайну спасения», и одновременно видел в окружающих ландшафтах «продукт взаимопревращений ртути и соли», где под действием таинственных сил Солнца, Луны и звёзд произрастали растения, минералы и металлы; от этих же факторов зависели телосложение, темперамент, интеллект и бытовые обыкновения людей. Ханс Эгеде попытался извлечь золото из красного минерала с прожилками киновари, используя для этого термин «спагирическое искусство», который Парацельс упоминал в контексте дистилляции, а Бехер — как очищение, «выделение семени», «зачинающее» трансмутацию. В природе Гренландии Эгеде усматривал великую гармонию и совершенство, и он описывал соответствия между фазами луны, величиной приливов и отливов, что восходило к Tractatus de sulphure Сендзивого, у которого за пассажем о сообразии всего подлунного мира следует суждение о сотворении мира как алхимическом процессе и дистилляции в природе под влиянием астрологических эманаций. Эгеде при описании эскимосов активно использовал античную физиогномику, выводящую свойства людей из географического расположения и климата их местообитания, и астрологического влияния, которому оно подвергалось. Ввиду того, что в Гренландии преобладает стихия воды и холода, эскимосы по темпераменту флегматики, по природе туповаты и холодны, редко проявляя аффекты и страсти. Впрочем миссионер уточнял, что «тупость» эскимосов объясняется недостатком образования и жизненного опыта. Согласно Х. Норгрен, Эгеде использовал шаблон из «Химического Эдипа» Бехера, используя практически те же формулировки, только переведённые с латыни на датский язык. Соответственно, когда из-за недостатка дров в 1728 году пришлось запретить в колонии пивоварение, Эгеде распорядился выдавать каждому поселенцу бренди, чтобы нивелировать «переизбыток воды в организме». Вода считалась первопричиной цинги, горячительные напитки восстанавливали гуморальный баланс организма, препятствуя охлаждению. Согласно Витрувию, северные народы многокровны из-за обилия влаги и холодной атмосферы, поэтому они предрасположены к лихорадке. Эту аргументацию Эгеде использовал для объяснения уязвимости эскимосов перед оспой.

#### Антикварианизм и «морской змей»

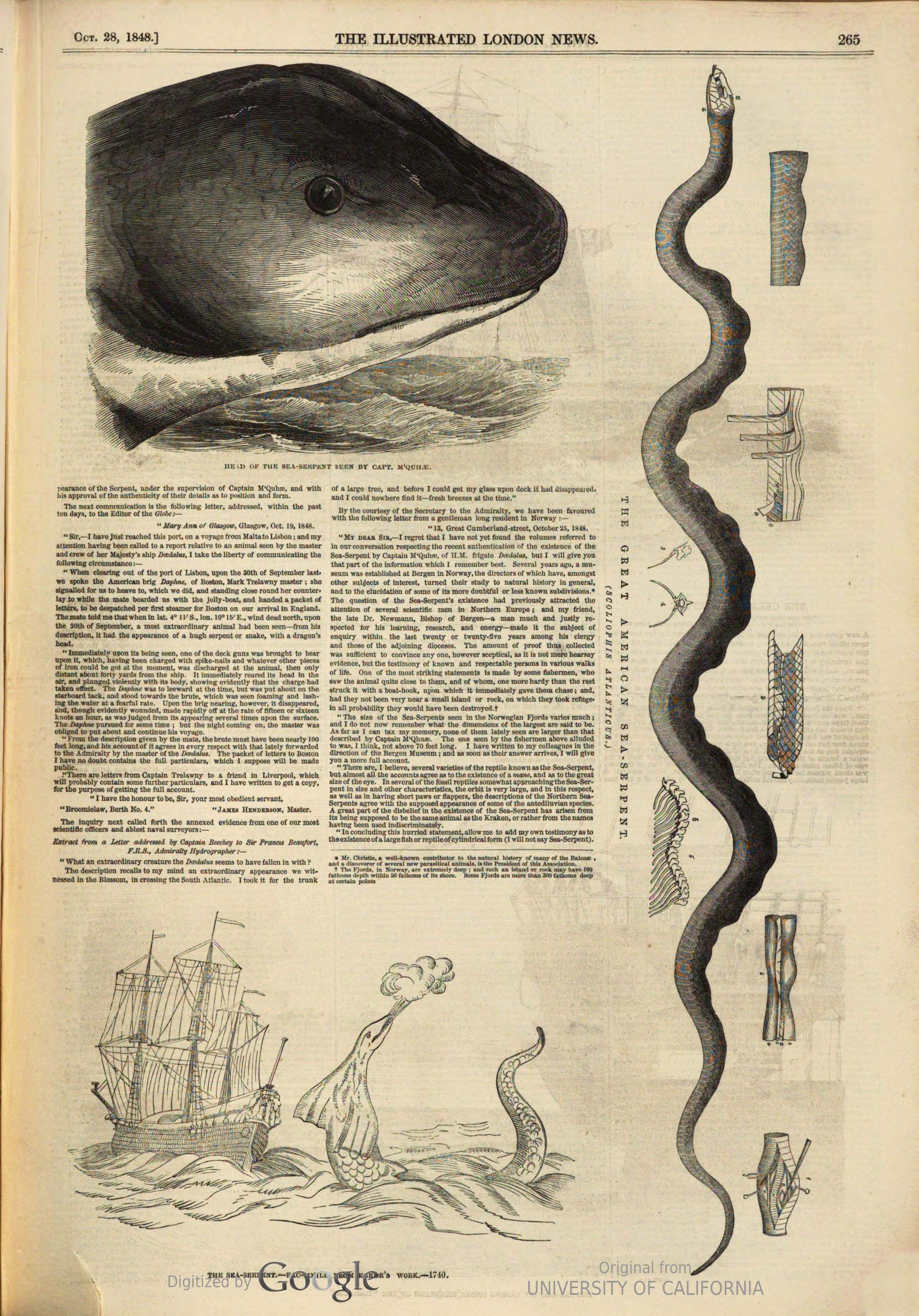
Изображения морского змея из The Illustrated London News (28 октября 1848, с. 265). Внизу страницы — изображения змея из «Естественной истории Гренландии» Эгеде

Исследовательница Хелен Пэриш отмечала, что «Новая перлюстрация» содержит главы, которые «раскрывают пластичность природного мира и разнообразие вариантов взаимодействия человека и природы». Пятая глава, посвящённая фауне и флоре Гренладнии, отражает три согласованные между собой картины мира: усвоенного по собственным впечатлениям, услышанного от окружающих, и основанного на священной истории. Например, среди повествования о медведях, оленях, зайцах, птицах, тюленях и насекомых Эгеде сообщает о хищном существе амарок, о котором «никто не мог сказать, что когда-либо видел его, но только слышал о нём от других». Эгеде и его преемники из Моравской миссии сочетали библейскую и антикварную картину мира на этапе отделения естествознания от антикварианизма. Одновременно работа Эгеде демонстрирует небезуспешную попытку встраивания новых сущностей, обнаруженных эмпирическим путём в Арктике, в освящённые веками таксономии «Естественной истории», основанной на средиземноморском античном опыте. Также в «Перлюстрации» содержится отчёт о личном наблюдении «самого ужасного» морского чудовища. Согласно Х. Пэриш, Эгеде был отличным наблюдателем, описал и уверенно различал восемь видов китов, отделяя их от рыб и иных крупных морских существ. О морских змеях ему было известно из труда Тормодера Торфеуса XVII века или более ранней компиляции Олафа Магнуса, поэтому замеченное в море в 1734 году существо Ханс попытался описать возможно более подробно и наглядно. Голова существа «достигала реев», а туловище было толщиной с корпус корабля, но в три или четыре раза длинее, шкура его была морщинистой и грубой, а нос «длинным и заострённым», и оно извергало фонтаны, как кит. Хвост существа напоминал змеиный, и длина его равнялась длине корабля, с которым Эгеде постоянно сопоставлял размеры увиденного. Язык этого описания перегружен сравнениями знакомого и незнакомого: для непосвящённых читателей постоянно подчёркиваются масштабы и формы («как кит», «как змея», сопоставления с частями судна).

## Память

### Историография. Художественная литература

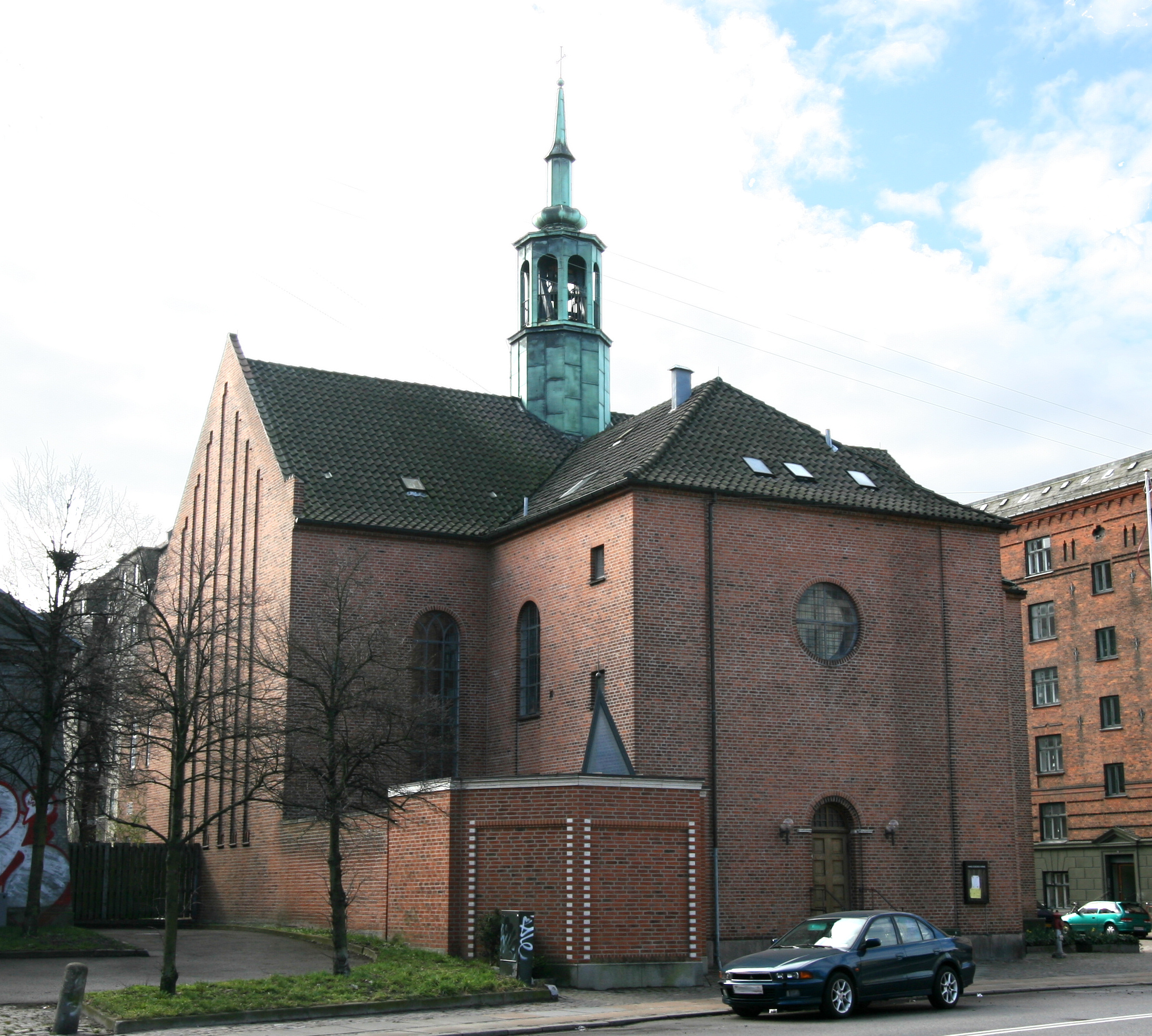
Ханс Эгеде-кирке в Копенгагене

В течение XVIII—XIX веков были опубликованы несколько кратких биографий Х. Эгеде в Англии, Дании и Германии, в которых речь шла исключительно о его миссионерской деятельности. Лишь в 1945 году увидела свет большая биография Эгеде, созданная датским королевским историографом Луи Бобе на основе всех первоисточников, которые удалось отыскать в архивах Дании, Норвегии, Германии. В 1952 году вышел перевод на английский язык, вызвавший нарекания рецензентов как «утомительный». В англоязычной версии был полностью удалён научный аппарат, генеалогия семьи Эгеде, а также исследование судьбы двух эскимосов, привезённых миссионером в Копенгаген.

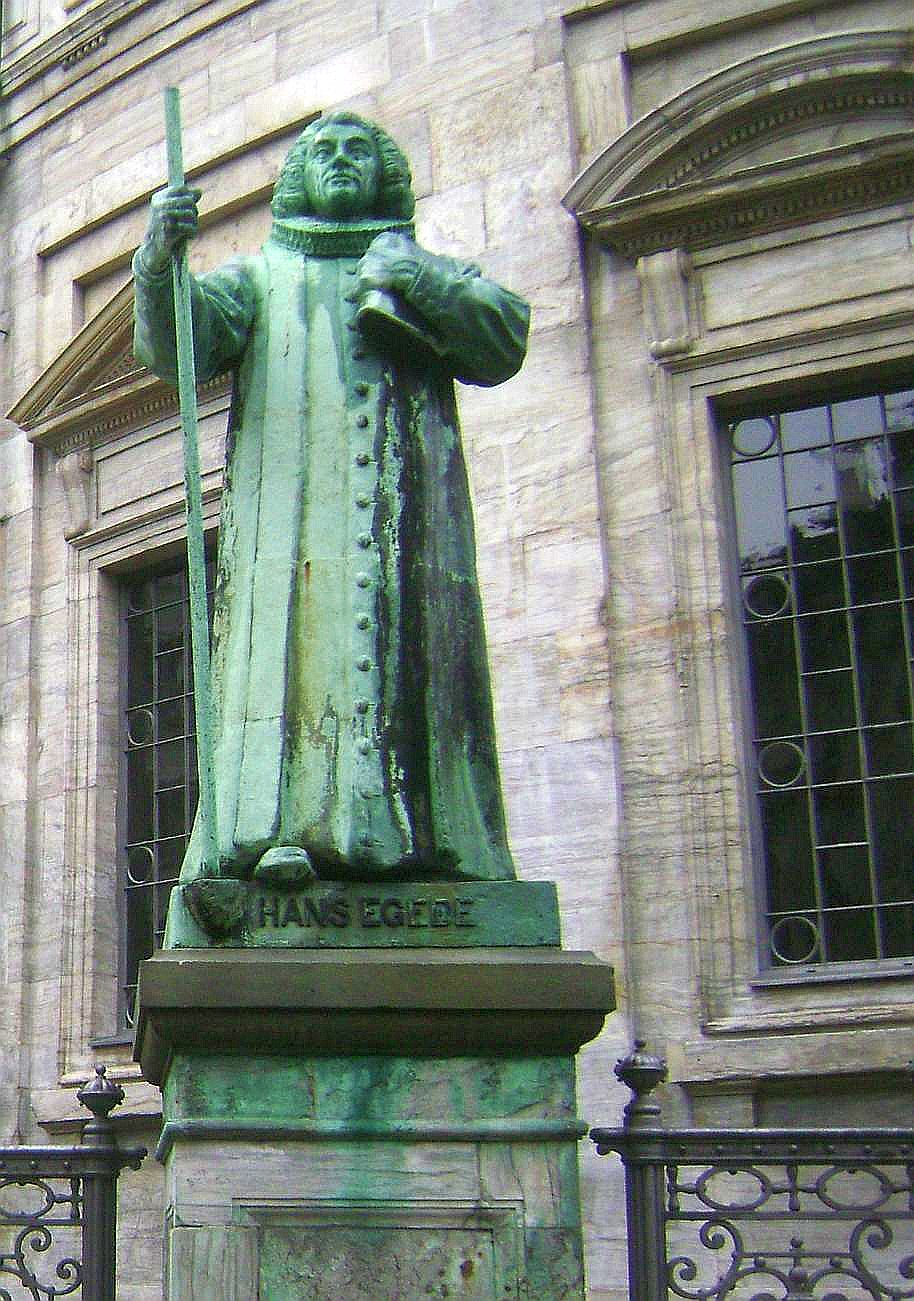
Памятник Х. Эгеде у церкви Св. Фредерика (Мраморной) в Копенгагене

В датской беллетристике фигура Х. Эгеде стала активно использоваться в эпоху романтизма. В стихотворении Б. Ингемана (1832) на первое место выходит его миссия «апостола Христа», подвижника, который отважился воздвигнут святой крест на ледяной земле, в чьём «мирном шатре» всегда можно отыскать помощь и утешение. Эгеде посвятил сказку Ханс Кристиан Андерсен: «Хольгер датчанин» движим единой силой любви, которая звездой горит в его груди. Однако уже в середине XX века наступила радикальная переоценка. В романе К. Сёндербю «Холодное пламя» (1940) устами одного из героев утверждается, что эскимосы были бы намного счастливее, если бы Эгеде и его люди «держали себя в руках». В пьесе С. Хольма (1940—2019) «Ханс Эгеде, или Слово Божье за бочку жира» (1979) последовательно разоблачается святость миссионера, на первый план выходит его вспыльчивость и склонность к рукоприкладству, неспособность понять гренландцев. Автор заявляет, что миссионер потерпел поражение: он не сумел приблизить эскимосов к вере, взамен отдав их страну болезням, жадности и разврату, пришедшими с его благословения вместе с датскими солдатами и купцами. В 2018 году вышел исторический роман К. Лайне «Красный человек. Чёрный человек», также отмеченный разоблачительными настроениями. Роман построен в форме дневниковых записей, причём подлинные слова Эгеде используются в качестве эпиграфов к каждой главе, представляя его высокомерным безжалостным ханжой, тираном собственного семейства, «комическим имитатором Лютера», да ещё и обжорой. Его антагонистом выведен шаман Аапалутток, поставленный выше датчанина. Благодаря своему сверхъестественному дару шаман может посещать прошлое и будущее, стать свидетелем распятия Христа и побывать на обратной стороне Луны, что делает высокомерие Эгеде смешным и нелепым. В 2011 году вышел роман Л. Лассон, сфокусированный на фигурах Гертруды Раск и её дочерей. С их точки зрения муж и отец предстаёт в роли бескомпромиссного и жестокого пастора, а вся его миссия в Гренландии оказывается сплошной чередой поражений.

### Объекты, названные в честь Ханса Эгеде

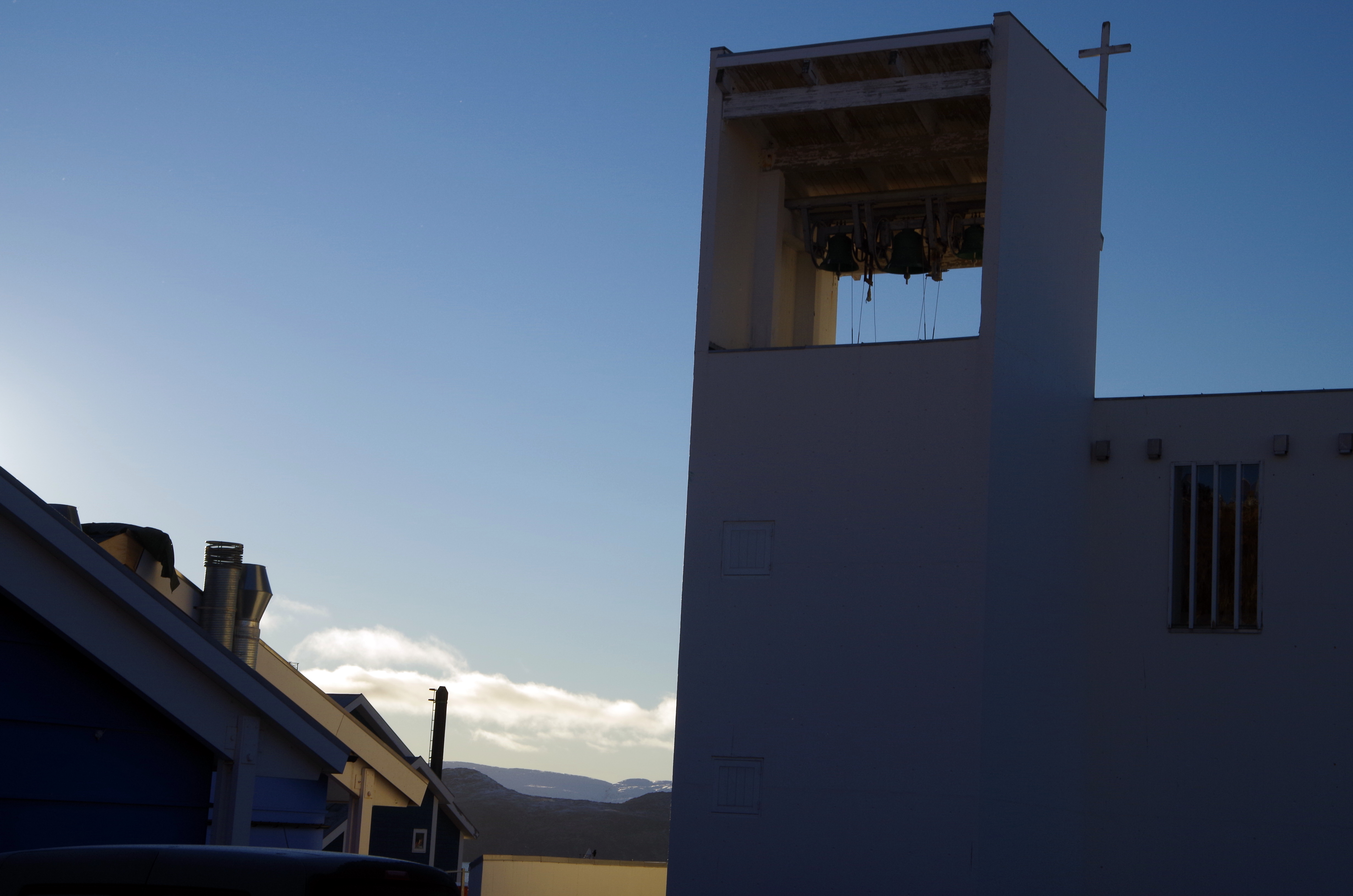
Гертруда Раск-кирке в Какортоке

Двухсотлетие прибытия миссии Эгеде в Гренландию (1921) широко отмечалось в Датском королевстве: в Готхобе прошёл королевский визит, а в Копенгагене была поименована улица Х. Эгеде и освящённая в его честь церковь. Церковь, посвящённая Хансу Эгеде, воздвигнута в Нууке (самая большая по размеру в Гренландии); церковь в Какортоке посвящена Гертруде Раск. На стене копенгагенской церкви Св. Николая был установлен памятник Хансу и Гертруде Раск работы скульптора Августа Хасселя. Статуя миссионера в полный рост была установлена в Копенгагене ещё в 1913 году, её копия была отвезена и в Готхоб. В 1965 году памятник Хансу Эгеде был воздвигнут и в Осло. Летом 2020 года активисты коренного населения за деколонизацию несколько раз обливали краской статую Эгеде в Нууке (как стал именоваться Готхоб), также краской был облит и памятник в Копенгагене. Нуукский монумент подвергался вандализму ещё с 1977 года. В Гренландии было проведено голосование о перемещении статуи в музей, но она была оставлена на прежнем месте 921 голосом против 600. Тем не менее, в результате общественных дискуссий празднование 300-летия прибытия Ханса Эгеде в Гренландию в 2021 году было отменено и ничем не отмечалось, взамен принято решение проводить мероприятия в 2028 году по случаю 300-летия основания Нуука.
Сын миссионера Нильс в 1759 году основал новый город Эгедесминде («Память Эгеде»), первые годы он располагался в 125 милях южнее современного поселения, близ нынешнего Экаллусуита. В 1763 году город был перенесён новым главой моравской миссии Дорфом в Аасиаат под прежним названием и стал важнейшим экономическим центром в заливе Диско. Крупнейший отель в центре Нуука носит имя Ханса Эгеде, а конференц-зал в этом здании посвящён Гертруде Раск.
В 1905 году был спущен на воду пароход «Ханс Эгеде», потопленный в 1942 году со всей командой в результате атаки немецкой подводной лодки. Систершип «Ханса Эгеде» — «Гертруда Раск» — в военные годы потерпел крушение у берегов Канады. Имя миссионера носила также норвежская трёхмачтовая шхуна.
В честь Ханса Эгеде в 1916 года была учреждена медаль Королевского Датского географического общества. Также в честь миссионера назван лунный кратер.

### Комментарии
1. ↑  В терминологии XVII—XVIII веков собственно Гренландия обозначалась как «Старая Гренландия», а земли вокруг Баренцева моря от Финнмарка до Шпицбергена и Новой Земли обозначались как «Новая Гренландия»[1].
2. ↑  Первую проповедь на гренландском языке Ханс Эгеде произнёс 10 января 1724 года[28].
3. ↑  В списке, составленном Х. Эгеде, значились четыре пушки, флагшток и датский флаг, барабан. Также миссионер потребовал 14 бочек овса для скота, а также семена гороха, репы, шпината, лука, хрена, сельдерея, спаржи, петрушки и шалфея[42].
4. ↑  Младшая дочь Петронелла вышла замуж за приходского священника в Фюне по имени Йёргенс Собье[58].
5. ↑  Эксперимент начался 22 января, то есть в первое новолуние года: астрологическое влияние растущей луны, согласно алхимической теории, помогало процессу. Кроме того, именно 22 января Солнце переходило из дома Козерога в дом Водолея. Оба этих созвездия связаны с Сатурном, как и сурьма как химический элемент. То есть Эгеде рассчитывал усилить симпатическим планетарным влиянием алхимический процесс с участием сурьмы[73].
6. ↑  Согласно Х. Норгрен, речь шла о венецианском териаке, рецепт которого широко использовался до конца XVIII века[74].
7. ↑  В этой сказке «…с побережий Гренландии веет благоуханием, как из страны
Вифлеемской, и ветерок приносит весть о свете евангельской истины, распространяемой Гансом Эгеде и его женой»[84].